# 三次市
三次市（みよしし）は、広島県の北部に位置する市。

## 概要
中国地方の中心部に位置している市である。

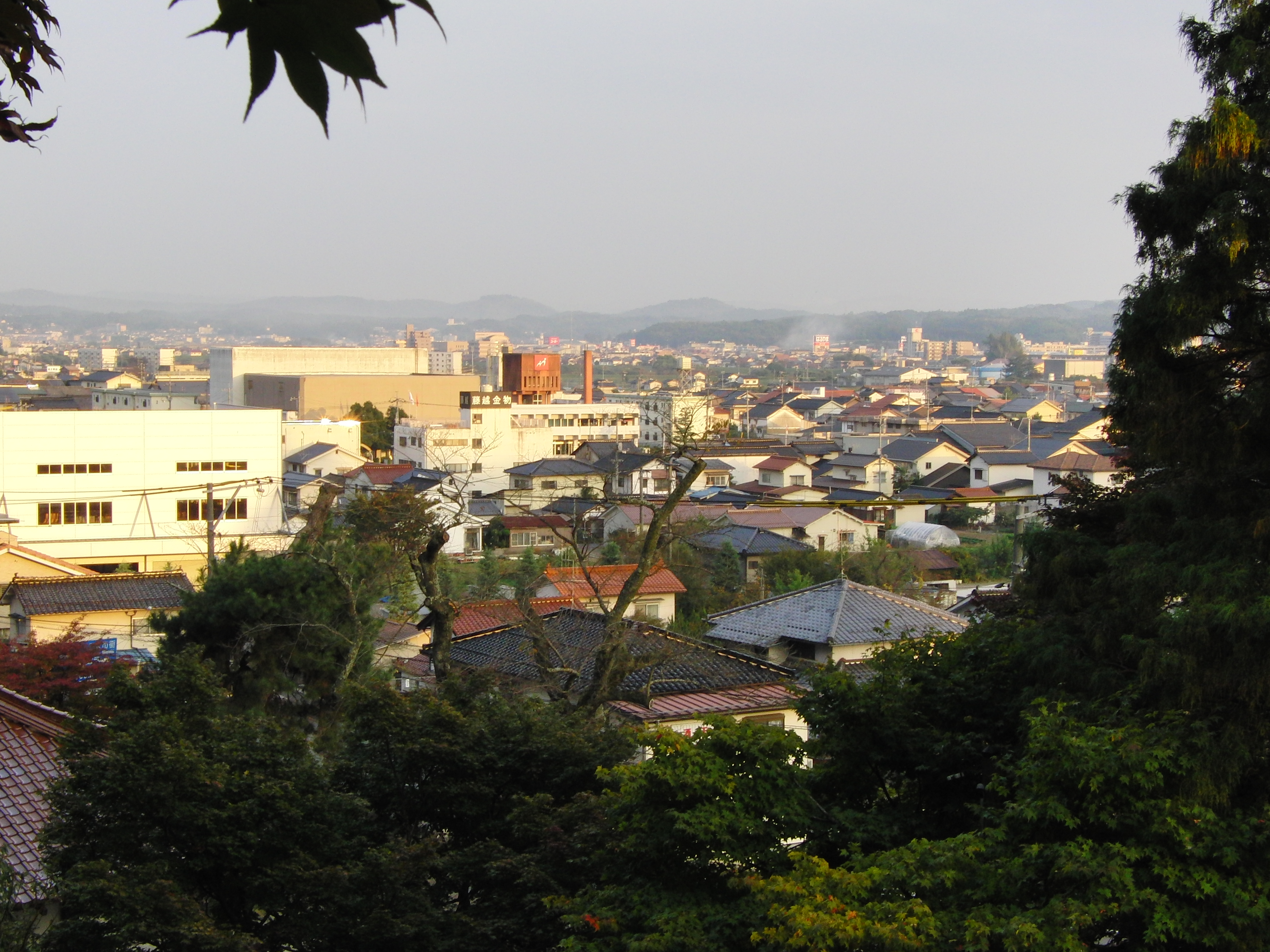
三次市中心市街地

江の川の支流が三次盆地で合流するため、河港として栄え、古くから山陰-山陽を結ぶ文化・経済・交通の要衝の地として機能してきた。
現在でも、中国自動車道・中国やまなみ街道（尾道自動車道・松江自動車道）・芸備線など三次市を中心に放射状の交通網が整備されている。
広島県内に降る雨の約3分の1が集まっており、豊かな水に恵まれている。
河川の合流により晩秋から早春にかけこの地方では霧が生じやすく、地元では霧の町と呼び霧の海にたとえられる。
三次市の中心部は、中国山地と吉備高原の間に位置する標高150～250mの三次盆地である。中心地の三次町はかつて「五日市」とも呼ばれ、江戸時代に広島藩の支藩、三次藩の城下町だった時期もあり、市街地の旧街道には卯建のある商家が並び、数多くの史跡や忠臣蔵ゆかりの古寺などが存在している。
三次駅のある現在の都心地区は、かつては「十日市町」という別の市町村で、西側に位置する城下町、三次町（五日市）と対応する「市（いち）」として発展してきた。三次町と十日市町とで双子都市圏を形成している。

### 地名の由来
「三次（みよし）」の地名は、古代からの郡名によるもので、由来は諸説ある。
- 『和名抄』三次郡の項目に見られる、「上次・播次・下次」の三郷を合わせて「三次」と呼んだとする説[5]
- 河川の集まる地という意味の「水寄（みよせ）」が訛ったとする説
- 「水（み）」と古い朝鮮語で「村」を意味する「すき」があわさって「水村（みすき）」となり、その後「みよし」に転じたという説[1]

いずれにしても古代より交通の要所であった証跡を伝えている。

## 地理

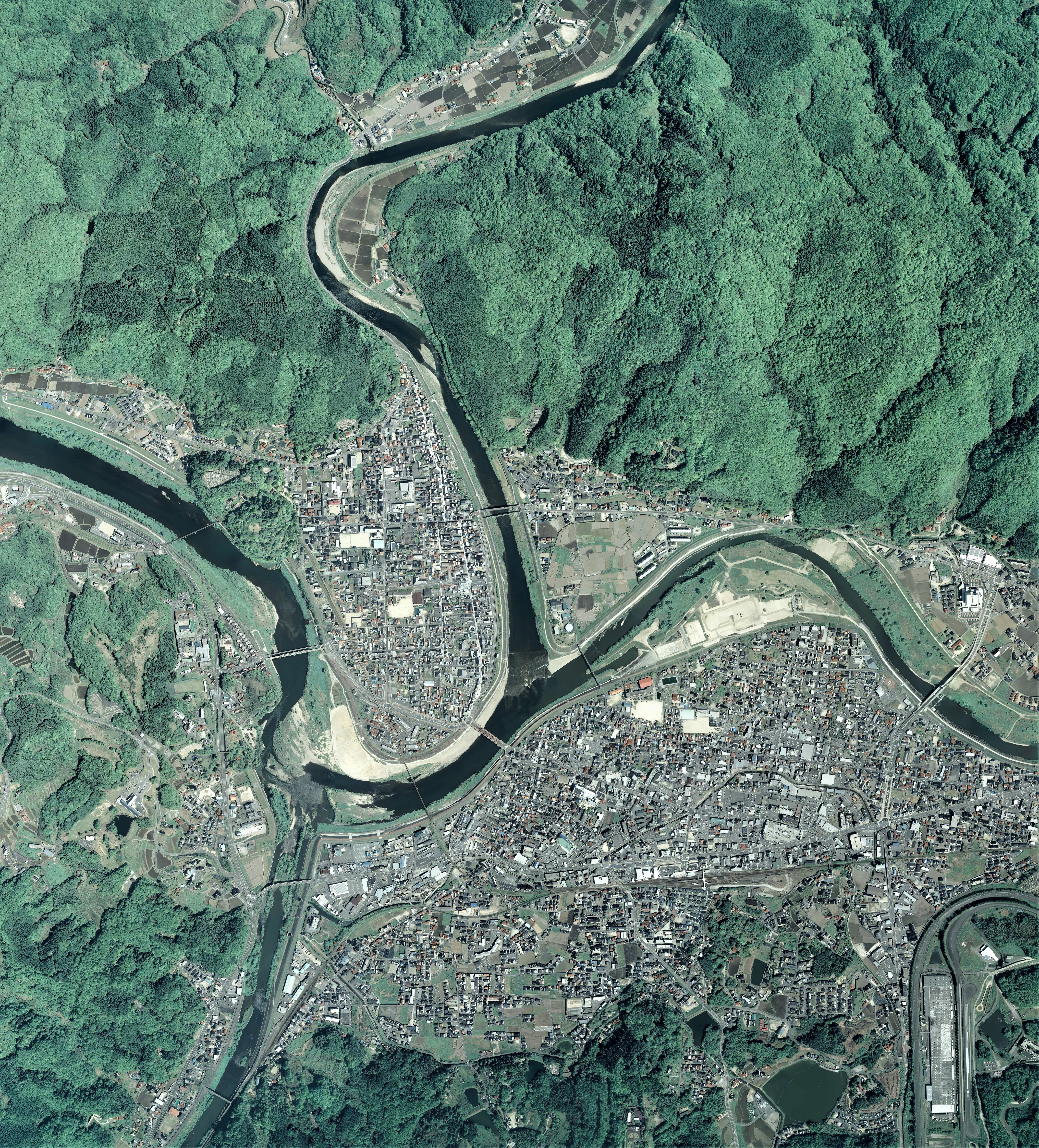
三次市中心部周辺の空中写真。
2015年5月2日撮影の20枚を合成作成。。

- 初代三次市発足前は、馬洗川に架かる巴橋をはさんで、北側が三次町、南側が十日市町と独立した地方自治体でいわゆる双子町と言われる市街形態だった。
- 面積は2004年（平成16年）に周辺6町村と合併したときから近隣の6自治体と合併した新・庄原市が2005年（平成17年）に誕生するまでの1年間、中国地方の市では最大だった。

### 位置
- 三次市は中国地方のほぼ真ん中に位置し、北部に中国山地を見上げ、南には平坦な農業地帯を有する。隣接する庄原市とともに備北地方と呼ばれる県北地域を形成する。

### 地形

#### 山地
主な山
- 中国山地

#### 河川
主な川
- 江の川本流可愛（ごうの）川、及びその支流、馬洗（ばせん）川・西城（さいじょう）川・神野瀬（かんのせ）川が交わる盆地を中心とした地域。

### 気候
中国山地の内陸性気候。盆地のため夏の日中は気温が上がりやすいものの熱帯夜は非常に少ない。冬の気温は仙台市や福島市などの東北地方の県庁所在地と同じくらいであり比較的寒い。冬季には多量の降雪がある旧君田村・旧布野村・旧作木村域は豪雪地帯に指定されている。市街地でも年に数回は積雪30cm程度のまとまった雪が降る。
| 三次（三次町）の気候     | 三次（三次町）の気候 | 三次（三次町）の気候 | 三次（三次町）の気候 | 三次（三次町）の気候 | 三次（三次町）の気候 | 三次（三次町）の気候 | 三次（三次町）の気候 | 三次（三次町）の気候 | 三次（三次町）の気候 | 三次（三次町）の気候 | 三次（三次町）の気候 | 三次（三次町）の気候 | 三次（三次町）の気候 |
| 月                       | 1月                  | 2月                  | 3月                  | 4月                  | 5月                  | 6月                  | 7月                  | 8月                  | 9月                  | 10月                 | 11月                 | 12月                 | 年                   |
| ------------------------ | -------------------- | -------------------- | -------------------- | -------------------- | -------------------- | -------------------- | -------------------- | -------------------- | -------------------- | -------------------- | -------------------- | -------------------- | -------------------- |
| 最高気温記録 °C （°F）   | 16.6 (61.9)          | 21.1 (70)            | 24.8 (76.6)          | 31.1 (88)            | 33.3 (91.9)          | 35.3 (95.5)          | 37.9 (100.2)         | 38.5 (101.3)         | 36.9 (98.4)          | 30.4 (86.7)          | 26.3 (79.3)          | 20.8 (69.4)          | 38.5 (101.3)         |
| 平均最高気温 °C （°F）   | 6.8 (44.2)           | 8.4 (47.1)           | 13.0 (55.4)          | 19.3 (66.7)          | 24.3 (75.7)          | 27.1 (80.8)          | 30.6 (87.1)          | 32.1 (89.8)          | 27.6 (81.7)          | 21.8 (71.2)          | 15.5 (59.9)          | 9.0 (48.2)           | 19.6 (67.3)          |
| 日平均気温 °C （°F）     | 1.9 (35.4)           | 2.8 (37)             | 6.3 (43.3)           | 11.9 (53.4)          | 17.1 (62.8)          | 21.2 (70.2)          | 25.1 (77.2)          | 25.9 (78.6)          | 21.6 (70.9)          | 15.1 (59.2)          | 9.0 (48.2)           | 3.9 (39)             | 13.5 (56.3)          |
| 平均最低気温 °C （°F）   | −1.4 (29.5)          | −1.3 (29.7)          | 0.9 (33.6)           | 5.2 (41.4)           | 10.7 (51.3)          | 16.4 (61.5)          | 21.0 (69.8)          | 21.6 (70.9)          | 17.3 (63.1)          | 10.6 (51.1)          | 4.7 (40.5)           | 0.5 (32.9)           | 8.8 (47.8)           |
| 最低気温記録 °C （°F）   | −10.8 (12.6)         | −12.5 (9.5)          | −7.5 (18.5)          | −3.6 (25.5)          | 0.2 (32.4)           | 7.2 (45)             | 10.7 (51.3)          | 13.2 (55.8)          | 5.7 (42.3)           | 0.5 (32.9)           | −2.3 (27.9)          | −10.2 (13.6)         | −12.5 (9.5)          |
| 降水量 mm （inch）       | 74.2 (2.921)         | 73.0 (2.874)         | 103.5 (4.075)        | 104.4 (4.11)         | 135.8 (5.346)        | 186.1 (7.327)        | 245.5 (9.665)        | 141.9 (5.587)        | 162.5 (6.398)        | 94.3 (3.713)         | 68.8 (2.709)         | 83.9 (3.303)         | 1,467 (57.756)       |
| 平均降水日数 （≥1.0 mm） | 13.0                 | 11.4                 | 11.9                 | 9.6                  | 9.6                  | 11.9                 | 12.2                 | 9.8                  | 9.6                  | 7.5                  | 8.7                  | 12.7                 | 128.1                |
| 平均月間日照時間         | 85.7                 | 105.7                | 149.0                | 177.6                | 198.9                | 146.7                | 158.8                | 187.6                | 140.6                | 134.4                | 105.5                | 82.0                 | 1,675.1              |
| 出典：気象庁             |                      |                      |                      |                      |                      |                      |                      |                      |                      |                      |                      |                      |                      |

### 人口
| |                                        |  |
| 三次市と全国の年齢別人口分布（2005年） | 三次市の年齢・男女別人口分布（2005年） |  |
| ■紫色 ― 三次市 ■緑色 ― 日本全国 | ■青色 ― 男性 ■赤色 ― 女性              |  |
| 三次市（に相当する地域）の人口の推移 \| 1970年（昭和45年） \| 65,561人 \| \| \| 1975年（昭和50年） \| 64,190人 \| \| \| 1980年（昭和55年） \| 63,582人 \| \| \| 1985年（昭和60年） \| 64,089人 \| \| \| 1990年（平成2年） \| 63,596人 \| \| \| 1995年（平成7年） \| 62,910人 \| \| \| 2000年（平成12年） \| 61,635人 \| \| \| 2005年（平成17年） \| 59,314人 \| \| \| 2010年（平成22年） \| 56,605人 \| \| \| 2015年（平成27年） \| 53,615人 \| \| \| 2020年（令和2年） \| 50,681人 \| \| |                                        |  |
| 総務省統計局 国勢調査より |                                        |  |
| 1970年（昭和45年） | 65,561人                               |  |
| 1975年（昭和50年） | 64,190人                               |  |
| 1980年（昭和55年） | 63,582人                               |  |
| 1985年（昭和60年） | 64,089人                               |  |
| 1990年（平成2年） | 63,596人                               |  |
| 1995年（平成7年） | 62,910人                               |  |
| 2000年（平成12年） | 61,635人                               |  |
| 2005年（平成17年） | 59,314人                               |  |
| 2010年（平成22年） | 56,605人                               |  |
| 2015年（平成27年） | 53,615人                               |  |
| 2020年（令和2年） | 50,681人                               |  |

旧8町村の人口推移（国勢調査）
高度経済成長期以来、三次市域の人口は横ばい～減少傾向にあった。ただし、旧三次市の人口はほぼ横ばいで、減少分のほとんどは旧町村エリアで生じていた。
| 1965年(昭和40年)の人口比 1965年(昭和40年)国勢調査 8市町村合計：71708人 旧三次市：37871人 (52.8%) 旧町村エリア：33837人 (47.2%) | 合併前の人口比 2000年(平成12年)国勢調査 8市町村合計：61635人 旧三次市：39503人 (64.0%) 旧町村エリア：22132人 (36.0%) |  | 2015年(平成27年)の人口比 2015年(平成27年)4月住民基本台帳 三次市：54905人 旧三次市エリア：36989人 (67.3%) 旧町村エリア：17916人 (32.7%) |

三次市域における旧三次市エリアの人口集積率は長く増加傾向にある。2014年（平成26年）の調査でも、住民が旧町村エリアから旧三次市エリアに移動する傾向があるとされている。
2014年（平成26年）時点で、三次市と他市町村との人口移動は、6割強が広島県内での移動である。そのうち、県庁所在地である広島市に対して転入数・転出数、そして転出超過が最も多い。また、県内の他市町村全体に対しては216人の転出超過となっている。広島以外の都道府県に対しては、島根県との転入数・転出数、そして転入超過が最も多い。また全体で見れば三次市は広島県以外の都道府県に対して116の転出超過となっている。

### 隣接自治体
広島県
- 安芸高田市
- 庄原市
- 東広島市
- 府中市
- 世羅郡：世羅町

島根県
- 邑智郡：美郷町、邑南町
- 飯石郡：飯南町

## 人間史

### 古代
弥生時代
- 弥生時代後期：四隅突出型墳丘墓が三次盆地で発祥し、出雲地方一帯で採用され、さらには北陸地方にまで広がった。

飛鳥時代
- 吉備国の一部で、7世紀後半に同国が分割されると備後国に属した。
  - 現在の三次市の一部領域は安芸国に含まれる。

### 中世
室町時代
- 山名氏の領地となり、戦国時代は尼子氏と大内氏の間で戦闘が続いたが、16世紀後半に毛利元就の勢力拡大によって毛利氏の支配下に入る。

### 近世
安土桃山時代
- 1591年（天正19年）：三吉氏により比熊山城が築城。
- 1600年（慶長5年）：関ヶ原の戦いの後に領主が毛利輝元から福島正則に変更され、現在の三次市域は広島藩の領地となる。

江戸時代
- 1619年（元和5年）：福島正則が改易され、浅野長晟が新たな領主となる。以後、明治維新まで浅野氏の支配が継続。
- 1632年（寛永9年）：浅野長晟の子、浅野長治により広島藩の支藩として三次藩（三次浅野藩）が立藩。
  - 赤穂藩主浅野長矩（忠臣蔵）の奥方瑤泉院の実家はこの三次藩にあった。
- 1720年（享保5年）：三次藩は廃藩となり、領域は広島藩領に復する。
  - なお、平成の大合併で編入された地区の一部は福山藩領であった。

### 近代
明治
- 1872年（明治5年）：廃藩置県により広島県の一部となる。
- 1889年（明治22年）4月1日：町村制の施行により三谿郡（みたにぐん）と三次郡が成立。
- 1897年（明治30年）2月1日：三次に三次貯蓄銀行が設立（のち1920年（大正9年）に（旧）芸備銀行の新立合併に参加し解散）。
- 1898年（明治31年）4月20日：広島県第三尋常中学校が創立。
  - 同校は広島県北部（備北地域）初の中等教育機関、1901年（明治34年）に県立三次中学校に改称。1921年（大正10年）には県立三次高等女学校が成立（その前身は1908年（明治41年）創設）。
- 1898年（明治31年）10月1日：1889年（明治22年）成立の2郡が合併して双三郡（ふたみぐん）が成立（三次町、他に17村）。
- 1900年（明治33年）8月15日：吉舎に双三貯蓄銀行が設立（のち（旧）芸備銀行の新立合併に参加し解散）。

大正
- 1912年（大正元年）10月2日：双三郡原村（のち十日市町）に資産家・和田家が経営する和田銀行が設立（のち三次実業銀行と改称し1932年（昭和7年）破産）。
- 1915年（大正4年）：芸備鉄道により広島市内（東広島駅（初代））から鉄道が延伸。
  - 4月28日に志和地駅、6月1日に三次駅（現在の西三次駅）まで開業。
- 1917年（大正6年）5月1日：十日市町、10月1日に吉舎町が成立。
- 1921年（大正10年）
  - 6月1日：三良坂町が成立。戦後まで双三郡内には4町が存在する。
  - 12月30日：三次銀行が設立され三次に本店（現・三次市歴史民俗資料館）を設置（1945年（昭和20年）に（新）芸備銀行の新立合併に参加し解散）。
- 1923年（大正12年）12月8日：芸備鉄道の備後庄原駅延伸開業により同鉄道の現市域区間が全通。

昭和
- 1930年（昭和5年）1月1日：芸備鉄道に十日市駅開業（1933年（昭和8年）に備後十日市駅に改称）。
- 1933年（昭和8年）11月15日：福塩北線の田幸（現在の塩町）～吉舎間が開業。
  - 1938年（昭和13年）7月28日に同線は福塩線として全線開業。
- 1937年（昭和12年）：芸備鉄道（備後十日市～広島間）が国有化され国鉄芸備線になる（1987年（昭和62年）にJR西日本へ移管）。
  - 同鉄道の備後十日市以東は1933年（昭和8年）に国有化され、1936年（昭和11年）に備中神代駅からの現芸備線区間が全線開通済み。
- 1945年（昭和20年）8月6日：広島市への原子爆弾投下に際し、三次から広島への救援隊が派遣。
  - その際、爆心地近くの本川国民学校（現在の広島市立本川小学校）で被爆者を救護した三次高等女学校の生徒などが被爆（入市被爆）。

### 近現代
昭和
- 1949年（昭和24年）：広島県立三次高等学校設立（学制改革により戦前の三次中学校と三次高等女学校を統合）。
- 1950年（昭和25年）6月7日：三次（十日市町）でのプロ野球初開催。大洋ホエールズ（現在の横浜DeNAベイスターズ）主催で広島カープを相手に広島総合球場との変則2連戦を開催。大洋2-22広島　勝ち投手は長谷川良平、負け投手は片山博。これが現在まで広島球団の最多安打・最多得点記録試合となる 。
- 1953年（昭和28年）4月11日：1950年（昭和25年）設立の広島カープが三次（十日市町）でのプロ野球主催試合開催を開始。広島2-6洋松。広島主催十日市（のちに三次に改称）開催は、1953年（昭和28年）に3試合、1954年（昭和29年）に2試合、1955年（昭和30年）に3試合、1956年（昭和31年）に3試合、1957年（昭和32年）1試合の計12試合が開催された。
- 1954年（昭和29年）3月31日：三次市（初代）成立（「沿革」参照）。
- 1954年（昭和29年）12月10日：備後十日市駅を三次駅に改称。
  - これに先立ち、同年11月10日に従来の三次駅を西三次駅に改称。以後、旧十日市町地域が三次市の中心業務地域となる。
- 1955年（昭和30年）3月31日：三和町成立（戦後かつ平成の大合併以前で唯一の町新設）。同日、国鉄三江南線三次 - 式敷間が開業。
- 1957年（昭和32年）4月6日：三次市営球場でセントラル・リーグ公式戦、広島カープ対国鉄スワローズ（現在の東京ヤクルトスワローズ）戦を開催（2-6で国鉄が勝利、勝ち投手は金田正一）。
  - 同年7月に広島市民球場が開場し、カープの主催試合開催は同球場に集約された結果、それまで年2-3試合あった三次でのプロ野球公式戦開催が途絶える。
- 1963年（昭和38年）6月30日 ：国鉄三江南線式敷 - 口羽間開通。
- 1965年（昭和40年）：東洋工業（現在のマツダ）が三次自動車試験場（テストコース）を開設。
- 1968年（昭和43年）：広島県と三次市の企業誘致により三次電機（現在のミヨシ電子）が同市内に設立され、テレビジョン生産を開始 。以後、電機・電子関係の企業立地が進む。
  - 同社は2003年（平成15年）に本社を市外に移したが、現在まで三次市内に生産拠点を維持。
- 1971年（昭和46年）7月1日：梅雨前線による集中豪雨で、上村川など複数個所で河川の堤防が決壊[7]。
- 1972年（昭和47年）：夏の長雨（→昭和47年7月豪雨）による水害（いわゆる47水害）により江の川の堤防が決壊、市内中心部のほぼ全域が冠水した。市内の各地に被災水位のプレートが残っている。
  - 以降、延長約10kmにわたり約170戸の民家移転を伴う堤防のかさ上げ工事が行われた[8]。
- 1975年（昭和50年）8月31日：国鉄三江線が全通。
- 1978年（昭和53年）10月28日：日本道路公団により中国自動車道北房IC～三次IC間が開通。
  - 以後、1979年（昭和54年）に千代田ICまで延伸され、1983年（昭和58年）に全線が開通。同道路は2005年（平成17年）に西日本高速道路へ移管される。
- 1979年（昭和54年）：史跡公園として広島県立みよし風土記の丘が開園。

### 現代
平成
- 1989年（平成元年）3月17日：東京駅～広島駅間の夜行高速バス、ニューブリーズ号が運行を開始し、三次駅にも停車。三次市と東京都内を結ぶ初の直行交通機関となる。同年12月には横浜駅とを結ぶ赤いくつ号も三次駅に停車するようになる。（赤いくつ号の運転は1997年9月末まで。）
- 1990年（平成2年）：第39代アメリカ合衆国大統領を務めたジミー・カーターが甲奴町を訪問。
  - 1994年（平成6年）にカーターが妻のロザリンと共に同町を再訪し、「ジミー・カーター・シビックセンター」が開設（三次市への合併参加後も同施設は存続）。
- 1991年（平成3年）10月 :広島県立みよし公園が部分開園。
  - 2001年（平成13年）：広島県立みよし公園が全面開園。
- 1993年（平成5年）：みよし運動公園が開園。
  - 同公園内の陸上競技場は、1994年（平成6年）に開催された広島アジア大会のサッカー競技会場として使用された。
- 1997年（平成9年）：君田村などが同地域で行われるアメリカ空軍戦闘機の低空飛行訓練に反対し、その中止を求める「米軍の低空飛行の即時中止を求める県北連絡会」を結成。
  - 1998年（平成10年）8月には他の米軍訓練地域の自治体を集めた交流会を同村で開催 。現在でも米軍の訓練は合併後の旧同村域を含む三次市内で実施。
- 2004年（平成16年）4月1日：三次市（2代）成立（「沿革」参照）。
- 2006年（平成18年）4月15日：同市出身の日本画家の奥田元宋とその妻で人形作家の奥田小由女の作品を展示する「奥田元宋・小由女美術館」が市内に開設。
- 2007年（平成19年）10月26日：市内で完結する県道20路線の道路管理権限を広島県から移譲される。
- 2009年（平成21年）3月31日：三次～塩町～敷名（三和町）と三次～廻神～小国（世羅町、旧世羅西町）までの路線が廃止され、芸陽バスの三次市内への乗り入れが終了[注釈 1]。
- 2009年（平成21年）6月17日：三次市みよし運動公園野球場（愛称　三次きんさいスタジアム）の竣工に合わせ、同球場でプロ野球セ・パ交流戦の広島東洋カープ対東北楽天ゴールデンイーグルス戦を開催。三次市内での公式戦開催は52年ぶり、15試合目となる[9]。
- 2012年（平成24年）8月11日：三次町と十日市東の間に願橋が架かる[10]。
- 2013年（平成25年）3月30日：松江自動車道三次東JCT/IC - 吉田掛合IC間開通により、三次市と松江市・出雲市間が高速でつながり、所要時間が40分短縮される。
- 2014年（平成26年）3月30日：尾道自動車道三次東JCT/IC - 吉舎IC間が開通。
- 2014年（平成26年）10月26日：市役所の新庁舎が完成[11]。
- 2014年（平成26年）11月23日：三次町願万地地区に新たに三次市民ホールが落成[12]。従来の三次市文化会館は同年12月31日で閉館[13]。
- 2015年（平成27年）2月28日：三次駅の新駅舎が完成[14]。
- 2015年（平成27年）3月22日：尾道自動車道吉舎IC - 世羅IC間が開通。これにより、三次 - 尾道間が高速道路でつながり、所要時間は1時間10分に短縮。
- 2015年（平成27年）3月27日：市が整備を進めていた農業交流連携拠点施設「トレッタみよし」が東酒屋町にオープン[15]。
- 2015年（平成27年）5月18日：JR三次駅から徒歩数分の位置にあった三次バスセンターが同駅前に移転し、三次市交通観光センターと改称[16]。
- 2015年（平成27年）9月10日：いわみエクスプレスの運行休止[17] に伴い、東京への直通交通機関が消滅。
- 2016年（平成28年）7月14日：広島空港へのリムジンバスの社会実験が始まる。広島県北部からの運行は初。（2020年（令和2年）9月末まで）
- 2018年（平成30年）8月17日：福山市への直通高速バス（きんさいライナー）の運行開始。（2020年（令和2年）5月7日以降運休中）
- 2025年（令和7年）6月30日：名古屋市への直通高速バスが同日をもって、三次経由を終了。これに伴い、三次市内での夜行バスの停車がなくなる。

### 沿革
三次市（初代）　（1954年（昭和29年）～2004年（平成16年））
- 1889年（明治22年）4月1日 - 町村制施行に伴い以下の町村が成立。
  - 三次郡
    - 三次町 ← 三次町
    - 原村 ← 原村
    - 河内村 ← 東河内村・西河内村・日下村・三原村・山家村・小文村・穴笠村
    - 酒河村 ← 東酒屋村・西酒屋村・青河村
    - 川地村 ← 上川立村・下川立村・上志和地村・下志和地村
    - 八次村 ← 南畑敷村・畠敷村・四拾貫村・後山村

  - 三谿郡
    - 神杉村 ← 廻神村・高杉村・江田川ノ内村
    - 田幸村 ← 大田幸村・小田幸村・志幸村・木乗村
    - 和田村 ← 和知村・向江田村・皆瀬村
    - 川西村 ← 三若村・有原村・上田村・石原村・海渡村・糸井村

  - 高田郡
    - 粟屋村 ← 粟屋村
- 1891年（明治24年）6月10日 - 川西村の一部（糸井）が田幸村へ編入。
- 1898年（明治31年）10月1日 - 三次郡と三谿郡が合併して双三郡となる。
- 1917年（大正6年）5月1日 - 原村が町制施行・改称して十日市町となる。
- 1937年（昭和12年）3月1日 - 十日市町と八次村が合併して十日市町となる。
- 1948年（昭和23年）12月1日 - 河内村のうち大字日下・三原および山家の一部[注釈 2] が三次町に編入される。
- 1950年（昭和25年）
  - 3月1日 - 粟屋村が高田郡から双三郡に移行。
  - 9月1日 - 川地村が高田郡甲立町（現・安芸高田市）の一部（大字秋町）を編入。
- 1954年（昭和29年）3月31日
  - 双三郡の十日市町・三次町及び粟屋村・神杉村・河内村・酒河村・田幸村・和田村が対等合併し、三次市（初代）が市制施行。
  - 11月3日 - 皆瀬町全域と向江田町の一部[注釈 3] を双三郡三良坂町に分離。
- 1956年（昭和31年）9月30日 - 双三郡川地村を編入[注釈 4]。
- 1958年（昭和33年）2月11日 - 双三郡川西村を編入[注釈 5]。
- 1958年（昭和33年）4月1日 - 有原町の一部を双三郡三和町に分離。
- 2003年（平成15年）12月15日 - 広島県内の市で初めてISO14001を取得。

三次市（2代）　（2004年（平成16年）～）
- 2004年（平成16年）4月1日 - 三次市（初代）、双三郡君田村・布野村・作木村・吉舎町・三良坂町・三和町、甲奴郡甲奴町の1市4町3村の合計8市町村が新設合併して新しい三次市となり、双三郡は消滅した。

| 旧 郡    | 明治以前     | 明治以前     | 明治初年 - 明治22年 | 明治初年 - 明治22年  | 明治22年 4月1日 町村制施行 | 明治22年 - 大正15年             | 昭和元年 - 昭和25年                  | 昭和26年 - 昭和30年    | 昭和26年 - 昭和30年                | 昭和31年 - 昭和64年          | 平成元年 - 現在       | 現在   |
| -------- | ------------ | ------------ | ------------------- | -------------------- | -------------------------- | ------------------------------- | ------------------------------------ | ---------------------- | ---------------------------------- | ---------------------------- | --------------------- | ------ |
| 三 次 郡 | 櫃田村       | 櫃田村       | 櫃田村              | 櫃田村               | 君田村                     | 君田村                          | 君田村                               | 君田村                 | 君田村                             | 君田村                       | 平成16年4月1日 三次市 | 三次市 |
| 三 次 郡 | 茂田村       | 茂田村       | 茂田村              | 茂田村               | 君田村                     | 君田村                          | 君田村                               | 君田村                 | 君田村                             | 君田村                       | 平成16年4月1日 三次市 | 三次市 |
| 三 次 郡 | 泉吉田村     | 泉吉田村     | 泉吉田村            | 泉吉田村             | 君田村                     | 君田村                          | 君田村                               | 君田村                 | 君田村                             | 君田村                       | 平成16年4月1日 三次市 | 三次市 |
| 三 次 郡 | 西入君村     | 西入君村     | 西入君村            | 西入君村             | 君田村                     | 君田村                          | 君田村                               | 君田村                 | 君田村                             | 君田村                       | 平成16年4月1日 三次市 | 三次市 |
| 三 次 郡 | 東入君村     | 東入君村     | 東入君村            | 東入君村             | 君田村                     | 君田村                          | 君田村                               | 君田村                 | 君田村                             | 君田村                       | 平成16年4月1日 三次市 | 三次市 |
| 三 次 郡 | 藤兼村       | 藤兼村       | 藤兼村              | 藤兼村               | 君田村                     | 君田村                          | 君田村                               | 君田村                 | 君田村                             | 君田村                       | 平成16年4月1日 三次市 | 三次市 |
| 三 次 郡 | 石原村       | 石原村       | 石原村              | 石原村               | 君田村                     | 君田村                          | 君田村                               | 君田村                 | 君田村                             | 君田村                       | 平成16年4月1日 三次市 | 三次市 |
| 三 次 郡 | 大畠村       | 大畠村       | 大畠村              | 大畠村               | 作木村                     | 作木村                          | 作木村                               | 作木村                 | 作木村                             | 作木村                       | 平成16年4月1日 三次市 | 三次市 |
| 三 次 郡 | 光守村       | 光守村       | 光守村              | 光守村               | 作木村                     | 作木村                          | 作木村                               | 作木村                 | 作木村                             | 作木村                       | 平成16年4月1日 三次市 | 三次市 |
| 三 次 郡 | 岡三淵村     | 岡三淵村     | 岡三淵村            | 岡三淵村             | 作木村                     | 作木村                          | 作木村                               | 作木村                 | 作木村                             | 作木村                       | 平成16年4月1日 三次市 | 三次市 |
| 三 次 郡 | 西野村       | 西野村       | 西野村              | 西野村               | 作木村                     | 作木村                          | 作木村                               | 作木村                 | 作木村                             | 作木村                       | 平成16年4月1日 三次市 | 三次市 |
| 三 次 郡 | 大津村       | 大津村       | 大津村              | 大津村               | 作木村                     | 作木村                          | 作木村                               | 作木村                 | 作木村                             | 作木村                       | 平成16年4月1日 三次市 | 三次市 |
| 三 次 郡 | 伊賀和志村   | 伊賀和志村   | 伊賀和志村          | 伊賀和志村           | 作木村                     | 作木村                          | 作木村                               | 作木村                 | 作木村                             | 作木村                       | 平成16年4月1日 三次市 | 三次市 |
| 三 次 郡 | 森山西村     | 森山西村     | 森山西村            | 森山西村             | 作木村                     | 作木村                          | 作木村                               | 作木村                 | 作木村                             | 作木村                       | 平成16年4月1日 三次市 | 三次市 |
| 三 次 郡 | 森山中村     | 森山中村     | 森山中村            | 森山中村             | 作木村                     | 作木村                          | 作木村                               | 作木村                 | 作木村                             | 作木村                       | 平成16年4月1日 三次市 | 三次市 |
| 三 次 郡 | 森山東村     | 森山東村     | 森山東村            | 森山東村             | 作木村                     | 作木村                          | 作木村                               | 作木村                 | 作木村                             | 作木村                       | 平成16年4月1日 三次市 | 三次市 |
| 三 次 郡 | 香淀村       | 香淀村       | 香淀村              | 香淀村               | 作木村                     | 作木村                          | 作木村                               | 作木村                 | 作木村                             | 作木村                       | 平成16年4月1日 三次市 | 三次市 |
| 三 次 郡 | 門田村       | 門田村       | 門田村              | 門田村               | 作木村                     | 作木村                          | 作木村                               | 作木村                 | 作木村                             | 作木村                       | 平成16年4月1日 三次市 | 三次市 |
| 三 次 郡 | 大山村       | 大山村       | 大山村              | 大山村               | 作木村                     | 作木村                          | 作木村                               | 作木村                 | 作木村                             | 作木村                       | 平成16年4月1日 三次市 | 三次市 |
| 三 次 郡 | 上作木村     | 上作木村     | 上作木村            | 上作木村             | 作木村                     | 作木村                          | 作木村                               | 作木村                 | 作木村                             | 作木村                       | 平成16年4月1日 三次市 | 三次市 |
| 三 次 郡 | 下作木村     | 下作木村     | 下作木村            | 下作木村             | 作木村                     | 作木村                          | 作木村                               | 作木村                 | 作木村                             | 作木村                       | 平成16年4月1日 三次市 | 三次市 |
| 三 次 郡 | 上布野村     | 上布野村     | 上布野村            | 上布野村             | 布野村                     | 布野村                          | 布野村                               | 布野村                 | 布野村                             | 布野村                       | 平成16年4月1日 三次市 | 三次市 |
| 三 次 郡 | 下布野村     | 下布野村     | 下布野村            | 下布野村             | 布野村                     | 布野村                          | 布野村                               | 布野村                 | 布野村                             | 布野村                       | 平成16年4月1日 三次市 | 三次市 |
| 三 次 郡 | 戸河内村     | 戸河内村     | 戸河内村            | 戸河内村             | 布野村                     | 布野村                          | 布野村                               | 布野村                 | 布野村                             | 布野村                       | 平成16年4月1日 三次市 | 三次市 |
| 三 次 郡 | 横谷村       | 横谷村       | 横谷村              | 横谷村               | 布野村                     | 布野村                          | 布野村                               | 布野村                 | 布野村                             | 布野村                       | 平成16年4月1日 三次市 | 三次市 |
| 三 次 郡 | 羽出庭村     | 羽出庭村     | 羽出庭村            | 羽出庭村             | 板木村                     | 板木村                          | 板木村                               | 板木村                 | 三和町                             | 昭和30年3月31日 三和町       | 平成16年4月1日 三次市 | 三次市 |
| 三 次 郡 | 大力谷村     | 大力谷村     | 大力谷村            | 大力谷村             | 板木村                     | 板木村                          | 板木村                               | 板木村                 | 三和町                             | 昭和30年3月31日 三和町       | 平成16年4月1日 三次市 | 三次市 |
| 三 次 郡 | 上板木村     | 上板木村     | 上板木村            | 上板木村             | 板木村                     | 板木村                          | 板木村                               | 板木村                 | 三和町                             | 昭和30年3月31日 三和町       | 平成16年4月1日 三次市 | 三次市 |
| 三 次 郡 | 下板木村     | 下板木村     | 下板木村            | 下板木村             | 板木村                     | 板木村                          | 板木村                               | 板木村                 | 三和町                             | 昭和30年3月31日 三和町       | 平成16年4月1日 三次市 | 三次市 |
| 三 次 郡 | 福田村       | 福田村       | 福田村              | 福田村               | 板木村                     | 板木村                          | 板木村                               | 板木村                 | 三和町                             | 昭和30年3月31日 三和町       | 平成16年4月1日 三次市 | 三次市 |
| 世 羅 郡 | 敷名村       | 敷名村       | 敷名村              | 敷名村               | 津名村 （一部）            | 津名村                          | 津名村                               | 津名村                 | 三和町                             | 昭和30年3月31日 三和町       | 平成16年4月1日 三次市 | 三次市 |
| 世 羅 郡 | 上野山村     | 上野山村     | 明治15年 上壱村     | 明治15年 上壱村      | 上田村                     | 明治29年11月7日 改称 上山村     | 上山村                               | 上山村                 | 三和町                             | 昭和30年3月31日 三和町       | 平成16年4月1日 三次市 | 三次市 |
| 世 羅 郡 | 壱歩村       |              | 明治15年 上壱村     | 明治15年 上壱村      | 上田村                     | 明治29年11月7日 改称 上山村     | 上山村                               | 上山村                 | 三和町                             | 昭和30年3月31日 三和町       | 平成16年4月1日 三次市 | 三次市 |
| 世 羅 郡 | 飯田村       | 一部         | 飯田村              | 飯田村               | 上田村                     | 明治29年11月7日 改称 上山村     | 上山村                               | 上山村                 | 三和町                             | 昭和30年3月31日 三和町       | 平成16年4月1日 三次市 | 三次市 |
| 世 羅 郡 | 広定村       | 広定村       | 広定村              | 広定村               | 広定村                     | 広定村                          | 広定村                               | 広定村                 | 広定村                             | 昭和33年10月10日 甲奴町      | 平成16年4月1日 三次市 | 三次市 |
| 甲 奴 郡 | 西野村       | 西野村       | 西野村              | 西野村               | 西野村                     | 明治28年10月1日 甲奴村          | 甲奴村                               | 甲奴村                 | 昭和30年3月31日 甲奴町             | 昭和33年10月10日 甲奴町      | 平成16年4月1日 三次市 | 三次市 |
| 甲 奴 郡 | 梶田村       | 梶田村       | 梶田村              | 梶田村               | 梶田村                     | 明治28年10月1日 甲奴村          | 甲奴村                               | 甲奴村                 | 昭和30年3月31日 甲奴町             | 昭和33年10月10日 甲奴町      | 平成16年4月1日 三次市 | 三次市 |
| 甲 奴 郡 | 福田村       | 福田村       | 福田村              | 福田村               | 福田村                     | 明治28年10月1日 甲奴村          | 甲奴村                               | 甲奴村                 | 昭和30年3月31日 甲奴町             | 昭和33年10月10日 甲奴町      | 平成16年4月1日 三次市 | 三次市 |
| 甲 奴 郡 | 本郷村       | 本郷村       | 本郷村              | 本郷村               | 本郷村                     | 明治28年10月1日 甲奴村          | 甲奴村                               | 甲奴村                 | 昭和30年3月31日 甲奴町             | 昭和33年10月10日 甲奴町      | 平成16年4月1日 三次市 | 三次市 |
| 甲 奴 郡 | 有田村       | 有田村       | 有田村              | 有田村               | 有田村                     | 大正元年11月1日 上川村          | 上川村                               | 上川村                 | 昭和30年3月31日 甲奴町             | 昭和33年10月10日 甲奴町      | 平成16年4月1日 三次市 | 三次市 |
| 甲 奴 郡 | 安田村       | 一部         | 安田村              | 安田村               | 安田村                     | 大正元年11月1日 上川村          | 上川村                               | 上川村                 | 昭和30年3月31日 甲奴町             | 昭和33年10月10日 甲奴町      | 平成16年4月1日 三次市 | 三次市 |
| 甲 奴 郡 | 安田村       | 一部         | 安田村              | 安田村               | 安田村                     | 大正元年11月1日 上川村          | 上川村                               | 上川村                 | 昭和30年3月31日 双三郡吉舎町に編入 | 吉舎町                       | 平成16年4月1日 三次市 | 三次市 |
| 甲 奴 郡 | 知和村       | 知和村       | 知和村              | 知和村               | 知和村                     | 大正元年11月1日 上川村          | 上川村                               | 上川村                 | 昭和30年3月31日 双三郡吉舎町に編入 | 吉舎町                       | 平成16年4月1日 三次市 | 三次市 |
| 甲 奴 郡 | 太郎丸村     | 一部         | 太郎丸村            | 太郎丸村             | 太郎丸村                   | 大正元年11月1日 上川村          | 上川村                               | 上川村                 | 昭和30年3月31日 双三郡吉舎町に編入 | 吉舎町                       | 平成16年4月1日 三次市 | 三次市 |
| 甲 奴 郡 | 太郎丸村     | 一部         | 太郎丸村            | 太郎丸村             | 太郎丸村                   | 大正元年11月1日 上川村          | 上川村                               | 上川村                 | 昭和30年3月31日 甲奴町             | 昭和33年10月10日 甲奴町      | 平成16年4月1日 三次市 | 三次市 |
| 甲 奴 郡 | 抜湯村       | 抜湯村       | 抜湯村              | 抜湯村               | 抜湯村                     | 大正元年11月1日 上川村          | 上川村                               | 上川村                 | 昭和30年3月31日 甲奴町             | 昭和33年10月10日 甲奴町      | 平成16年4月1日 三次市 | 三次市 |
| 三 谿 郡 | 敷地村       | 敷地村       | 敷地村              | 敷地村               | 吉舎村                     | 大正6年10月1日 町制 吉舎町      | 吉舎町                               | 昭和28年2月11日 吉舎町 | 昭和28年2月11日 吉舎町             | 吉舎町                       | 平成16年4月1日 三次市 | 三次市 |
| 三 谿 郡 | 矢野地村     | 矢野地村     | 矢野地村            | 矢野地村             | 吉舎村                     | 大正6年10月1日 町制 吉舎町      | 吉舎町                               | 昭和28年2月11日 吉舎町 | 昭和28年2月11日 吉舎町             | 吉舎町                       | 平成16年4月1日 三次市 | 三次市 |
| 三 谿 郡 | 三玉村       | 三玉村       | 三玉村              | 三玉村               | 吉舎村                     | 大正6年10月1日 町制 吉舎町      | 吉舎町                               | 昭和28年2月11日 吉舎町 | 昭和28年2月11日 吉舎町             | 吉舎町                       | 平成16年4月1日 三次市 | 三次市 |
| 三 谿 郡 | 海田原村     | 海田原村     | 海田原村            | 海田原村             | 吉舎村                     | 大正6年10月1日 町制 吉舎町      | 吉舎町                               | 昭和28年2月11日 吉舎町 | 昭和28年2月11日 吉舎町             | 吉舎町                       | 平成16年4月1日 三次市 | 三次市 |
| 三 谿 郡 | 矢井村       | 矢井村       | 矢井村              | 矢井村               | 吉舎村                     | 大正6年10月1日 町制 吉舎町      | 吉舎町                               | 昭和28年2月11日 吉舎町 | 昭和28年2月11日 吉舎町             | 吉舎町                       | 平成16年4月1日 三次市 | 三次市 |
| 三 谿 郡 | 吉舎村       | 吉舎村       | 吉舎村              | 吉舎村               | 吉舎村                     | 大正6年10月1日 町制 吉舎町      | 吉舎町                               | 昭和28年2月11日 吉舎町 | 昭和28年2月11日 吉舎町             | 吉舎町                       | 平成16年4月1日 三次市 | 三次市 |
| 三 谿 郡 | 安田村       | 安田村       | 安田村              | 安田村               | 吉舎村                     | 大正6年10月1日 町制 吉舎町      | 吉舎町                               | 昭和28年2月11日 吉舎町 | 昭和28年2月11日 吉舎町             | 吉舎町                       | 平成16年4月1日 三次市 | 三次市 |
| 三 谿 郡 | 丸田村       | 丸田村       | 丸田村              | 丸田村               | 八幡村                     | 八幡村                          | 八幡村                               | 昭和28年2月11日 吉舎町 | 昭和28年2月11日 吉舎町             | 吉舎町                       | 平成16年4月1日 三次市 | 三次市 |
| 三 谿 郡 | 檜村         | 檜村         | 檜村                | 檜村                 | 八幡村                     | 八幡村                          | 八幡村                               | 昭和28年2月11日 吉舎町 | 昭和28年2月11日 吉舎町             | 吉舎町                       | 平成16年4月1日 三次市 | 三次市 |
| 三 谿 郡 | 吉舎川之内村 | 吉舎川之内村 | 吉舎川之内村        | 吉舎川之内村         | 八幡村                     | 八幡村                          | 八幡村                               | 昭和28年2月11日 吉舎町 | 昭和28年2月11日 吉舎町             | 吉舎町                       | 平成16年4月1日 三次市 | 三次市 |
| 三 谿 郡 | 辻村         | 辻村         | 辻村                | 辻村                 | 八幡村                     | 八幡村                          | 八幡村                               | 昭和28年2月11日 吉舎町 | 昭和28年2月11日 吉舎町             | 吉舎町                       | 平成16年4月1日 三次市 | 三次市 |
| 三 谿 郡 | 雲通村       | 雲通村       | 雲通村              | 雲通村               | 八幡村                     | 八幡村                          | 八幡村                               | 昭和28年2月11日 吉舎町 | 昭和28年2月11日 吉舎町             | 吉舎町                       | 平成16年4月1日 三次市 | 三次市 |
| 三 谿 郡 | 清綱村       | 清綱村       | 清綱村              | 清綱村               | 八幡村                     | 八幡村                          | 八幡村                               | 昭和28年2月11日 吉舎町 | 昭和28年2月11日 吉舎町             | 吉舎町                       | 平成16年4月1日 三次市 | 三次市 |
| 三 谿 郡 | 三若村       | 三若村       | 三若村              | 三若村               | 川西村                     | 川西村                          | 川西村                               | 川西村                 | 川西村                             | 昭和33年2月11日 三次市に編入 | 平成16年4月1日 三次市 | 三次市 |
| 三 谿 郡 | 有原村       | 有原村       | 有原村              | 有原村               | 川西村                     | 川西村                          | 川西村                               | 川西村                 | 川西村                             | 昭和33年2月11日 三次市に編入 | 平成16年4月1日 三次市 | 三次市 |
| 三 谿 郡 | 上田村       | 上田村       | 上田村              | 上田村               | 川西村                     | 川西村                          | 川西村                               | 川西村                 | 川西村                             | 昭和33年2月11日 三次市に編入 | 平成16年4月1日 三次市 | 三次市 |
| 三 谿 郡 | 石原村       | 石原村       | 石原村              | 石原村               | 川西村                     | 川西村                          | 川西村                               | 川西村                 | 川西村                             | 昭和33年2月11日 三次市に編入 | 平成16年4月1日 三次市 | 三次市 |
| 三 谿 郡 | 海渡村       | 海渡村       | 海渡村              | 海渡村               | 川西村                     | 川西村                          | 川西村                               | 川西村                 | 川西村                             | 昭和33年2月11日 三次市に編入 | 平成16年4月1日 三次市 | 三次市 |
| 三 次 郡 | 上川立村     | 上川立村     | 上川立村            | 上川立村             | 川地村                     | 川地村                          | 川地村                               | 川地村                 | 川地村                             | 昭和31年9月30日 三次市に編入 | 平成16年4月1日 三次市 | 三次市 |
| 三 次 郡 | 下川立村     | 下川立村     | 下川立村            | 下川立村             | 川地村                     | 川地村                          | 川地村                               | 川地村                 | 川地村                             | 昭和31年9月30日 三次市に編入 | 平成16年4月1日 三次市 | 三次市 |
| 三 次 郡 | 上志和地村   | 上志和地村   | 上志和地村          | 上志和地村           | 川地村                     | 川地村                          | 川地村                               | 川地村                 | 川地村                             | 昭和31年9月30日 三次市に編入 | 平成16年4月1日 三次市 | 三次市 |
| 三 次 郡 | 下志和地村   | 下志和地村   | 下志和地村          | 下志和地村           | 川地村                     | 川地村                          | 川地村                               | 川地村                 | 川地村                             | 昭和31年9月30日 三次市に編入 | 平成16年4月1日 三次市 | 三次市 |
| 高 田 郡 | 秋町村       | 秋町村       | 秋町村              | 秋町村               | 甲立村 （一部）            | 大正15年1月1日 町制 甲立町      | 昭和25年9月1日 川地村に編入          | 川地村                 | 川地村                             | 昭和31年9月30日 三次市に編入 | 平成16年4月1日 三次市 | 三次市 |
| 高 田 郡 | 粟屋村       | 粟屋村       | 粟屋村              | 粟屋村               | 粟屋村                     | 粟屋村                          | 昭和25年4月1日 所属変更 双三郡粟屋村 | 昭和29年3月31日 三次市 | 三次市                             | 三次市                       | 平成16年4月1日 三次市 | 三次市 |
| 三 次 郡 | 小文村       | 小文村       | 小文村              | 小文村               | 河内村                     | 河内村                          | 河内村                               | 昭和29年3月31日 三次市 | 三次市                             | 三次市                       | 平成16年4月1日 三次市 | 三次市 |
| 三 次 郡 | 西河内村     | 西河内村     | 西河内村            | 西河内村             | 河内村                     | 河内村                          | 河内村                               | 昭和29年3月31日 三次市 | 三次市                             | 三次市                       | 平成16年4月1日 三次市 | 三次市 |
| 三 次 郡 | 穴笠村       | 穴笠村       | 穴笠村              | 穴笠村               | 河内村                     | 河内村                          | 河内村                               | 昭和29年3月31日 三次市 | 三次市                             | 三次市                       | 平成16年4月1日 三次市 | 三次市 |
| 三 次 郡 | 東河内村     | 東河内村     | 東河内村            | 東河内村             | 河内村                     | 河内村                          | 河内村                               | 昭和29年3月31日 三次市 | 三次市                             | 三次市                       | 平成16年4月1日 三次市 | 三次市 |
| 三 次 郡 | 山家村       | 一部を除く   | 山家村              | 山家村               | 河内村                     | 河内村                          | 河内村                               | 昭和29年3月31日 三次市 | 三次市                             | 三次市                       | 平成16年4月1日 三次市 | 三次市 |
| 三 次 郡 | 山家村       | 一部         | 山家村              | 山家村               | 河内村                     | 河内村                          | 昭和23年12月1日 三次町に編入         | 昭和29年3月31日 三次市 | 三次市                             | 三次市                       | 平成16年4月1日 三次市 | 三次市 |
| 三 次 郡 | 日下村       | 日下村       | 日下村              | 日下村               | 河内村                     | 河内村                          | 昭和23年12月1日 三次町に編入         | 昭和29年3月31日 三次市 | 三次市                             | 三次市                       | 平成16年4月1日 三次市 | 三次市 |
| 三 次 郡 | 三原村       | 三原村       | 三原村              | 三原村               | 河内村                     | 河内村                          | 昭和23年12月1日 三次町に編入         | 昭和29年3月31日 三次市 | 三次市                             | 三次市                       | 平成16年4月1日 三次市 | 三次市 |
| 三 次 郡 | 上里村       | 上里村       | 明治11年 上里村     | 明治19年 改称 三次町 | 三次町                     | 三次町                          | 三次町                               | 昭和29年3月31日 三次市 | 三次市                             | 三次市                       | 平成16年4月1日 三次市 | 三次市 |
| 三 次 郡 | 三次町       | 一部         | 明治11年 上里村     | 明治19年 改称 三次町 | 三次町                     | 三次町                          | 三次町                               | 昭和29年3月31日 三次市 | 三次市                             | 三次市                       | 平成16年4月1日 三次市 | 三次市 |
| 三 次 郡 | 三次町       | 一部         | 明治11年 十日市町   | 明治11年 十日市町    | 原村                       | 大正6年5月1日 町制改称 十日市町 | 昭和12年3月1日 十日市町              | 昭和29年3月31日 三次市 | 三次市                             | 三次市                       | 平成16年4月1日 三次市 | 三次市 |
| 三 次 郡 | 原村         |              | 明治11年 十日市町   | 明治11年 十日市町    | 原村                       | 大正6年5月1日 町制改称 十日市町 | 昭和12年3月1日 十日市町              | 昭和29年3月31日 三次市 | 三次市                             | 三次市                       | 平成16年4月1日 三次市 | 三次市 |
| 三 次 郡 | 南畠敷村     | 南畠敷村     | 南畠敷村            | 南畠敷村             | 八次村                     | 八次村                          | 昭和12年3月1日 十日市町              | 昭和29年3月31日 三次市 | 三次市                             | 三次市                       | 平成16年4月1日 三次市 | 三次市 |
| 三 次 郡 | 畠敷村       | 畠敷村       | 畠敷村              | 畠敷村               | 八次村                     | 八次村                          | 昭和12年3月1日 十日市町              | 昭和29年3月31日 三次市 | 三次市                             | 三次市                       | 平成16年4月1日 三次市 | 三次市 |
| 三 次 郡 | 四拾貫村     | 四拾貫村     | 四拾貫村            | 四拾貫村             | 八次村                     | 八次村                          | 昭和12年3月1日 十日市町              | 昭和29年3月31日 三次市 | 三次市                             | 三次市                       | 平成16年4月1日 三次市 | 三次市 |
| 三 次 郡 | 後山村       | 後山村       | 後山村              | 後山村               | 八次村                     | 八次村                          | 昭和12年3月1日 十日市町              | 昭和29年3月31日 三次市 | 三次市                             | 三次市                       | 平成16年4月1日 三次市 | 三次市 |
| 三 次 郡 | 東酒屋村     | 東酒屋村     | 東酒屋村            | 東酒屋村             | 酒河村                     | 酒河村                          | 酒河村                               | 昭和29年3月31日 三次市 | 三次市                             | 三次市                       | 平成16年4月1日 三次市 | 三次市 |
| 三 次 郡 | 西酒屋村     | 西酒屋村     | 西酒屋村            | 西酒屋村             | 酒河村                     | 酒河村                          | 酒河村                               | 昭和29年3月31日 三次市 | 三次市                             | 三次市                       | 平成16年4月1日 三次市 | 三次市 |
| 三 次 郡 | 青河村       | 青河村       | 青河村              | 青河村               | 酒河村                     | 酒河村                          | 酒河村                               | 昭和29年3月31日 三次市 | 三次市                             | 三次市                       | 平成16年4月1日 三次市 | 三次市 |
| 三 谿 郡 | 高杉村       | 高杉村       | 高杉村              | 高杉村               | 神杉村                     | 神杉村                          | 神杉村                               | 昭和29年3月31日 三次市 | 三次市                             | 三次市                       | 平成16年4月1日 三次市 | 三次市 |
| 三 谿 郡 | 江田川之内村 | 江田川之内村 | 江田川之内村        | 江田川之内村         | 神杉村                     | 神杉村                          | 神杉村                               | 昭和29年3月31日 三次市 | 三次市                             | 三次市                       | 平成16年4月1日 三次市 | 三次市 |
| 三 谿 郡 | 廻神村       | 廻神村       | 廻神村              | 廻神村               | 神杉村                     | 神杉村                          | 神杉村                               | 昭和29年3月31日 三次市 | 三次市                             | 三次市                       | 平成16年4月1日 三次市 | 三次市 |
| 三 谿 郡 | 大田幸村     | 大田幸村     | 大田幸村            | 大田幸村             | 田幸村                     | 田幸村                          | 田幸村                               | 昭和29年3月31日 三次市 | 三次市                             | 三次市                       | 平成16年4月1日 三次市 | 三次市 |
| 三 谿 郡 | 小田幸村     | 小田幸村     | 小田幸村            | 小田幸村             | 田幸村                     | 田幸村                          | 田幸村                               | 昭和29年3月31日 三次市 | 三次市                             | 三次市                       | 平成16年4月1日 三次市 | 三次市 |
| 三 谿 郡 | 志幸村       | 志幸村       | 志幸村              | 志幸村               | 田幸村                     | 田幸村                          | 田幸村                               | 昭和29年3月31日 三次市 | 三次市                             | 三次市                       | 平成16年4月1日 三次市 | 三次市 |
| 三 谿 郡 | 木乗村       | 木乗村       | 木乗村              | 木乗村               | 田幸村                     | 田幸村                          | 田幸村                               | 昭和29年3月31日 三次市 | 三次市                             | 三次市                       | 平成16年4月1日 三次市 | 三次市 |
| 三 谿 郡 | 糸井村       | 糸井村       | 糸井村              | 糸井村               | 川西村                     | 明治24年6月10日 田幸村に編入    | 田幸村                               | 昭和29年3月31日 三次市 | 三次市                             | 三次市                       | 平成16年4月1日 三次市 | 三次市 |
| 三 谿 郡 | 和知村       | 和知村       | 和知村              | 和知村               | 和田村                     | 和田村                          | 和田村                               | 昭和29年3月31日 三次市 | 三次市                             | 三次市                       | 平成16年4月1日 三次市 | 三次市 |
| 三 谿 郡 | 向江田村     | 一部を除く   | 向江田村            | 向江田村             | 和田村                     | 和田村                          | 和田村                               | 昭和29年3月31日 三次市 | 三次市                             | 三次市                       | 平成16年4月1日 三次市 | 三次市 |
| 三 谿 郡 | 向江田村     | 一部         | 向江田村            | 向江田村             | 和田村                     | 和田村                          | 和田村                               | 昭和29年3月31日 三次市 | 昭和29年11月3日 三良坂町に編入     | 三良坂町                     | 平成16年4月1日 三次市 | 三次市 |
| 三 谿 郡 | 皆瀬村       | 皆瀬村       | 皆瀬村              | 皆瀬村               | 和田村                     | 和田村                          | 和田村                               | 昭和29年3月31日 三次市 | 昭和29年11月3日 三良坂町に編入     | 三良坂町                     | 平成16年4月1日 三次市 | 三次市 |
| 三 谿 郡 | 三良坂村     | 三良坂村     | 三良坂村            | 三良坂村             | 三良坂村                   | 大正10年6月1日 町制 三良坂町    | 昭和7年1月1日 三良坂町               | 三良坂町               | 三良坂町                           | 三良坂町                     | 平成16年4月1日 三次市 | 三次市 |
| 三 谿 郡 | 長田村       | 長田村       | 長田村              | 長田村               | 三良坂村                   | 大正10年6月1日 町制 三良坂町    | 昭和7年1月1日 三良坂町               | 三良坂町               | 三良坂町                           | 三良坂町                     | 平成16年4月1日 三次市 | 三次市 |
| 三 谿 郡 | 田利村       | 田利村       | 田利村              | 田利村               | 三良坂村                   | 大正10年6月1日 町制 三良坂町    | 昭和7年1月1日 三良坂町               | 三良坂町               | 三良坂町                           | 三良坂町                     | 平成16年4月1日 三次市 | 三次市 |
| 三 谿 郡 | 岡田村       | 岡田村       | 岡田村              | 岡田村               | 三良坂村                   | 大正10年6月1日 町制 三良坂町    | 昭和7年1月1日 三良坂町               | 三良坂町               | 三良坂町                           | 三良坂町                     | 平成16年4月1日 三次市 | 三次市 |
| 三 谿 郡 | 灰塚村       | 灰塚村       | 灰塚村              | 灰塚村               | 萩原村                     | 萩原村                          | 昭和7年1月1日 三良坂町               | 三良坂町               | 三良坂町                           | 三良坂町                     | 平成16年4月1日 三次市 | 三次市 |
| 三 谿 郡 | 棗原村       | 棗原村       | 棗原村              | 棗原村               | 萩原村                     | 萩原村                          | 昭和7年1月1日 三良坂町               | 三良坂町               | 三良坂町                           | 三良坂町                     | 平成16年4月1日 三次市 | 三次市 |
| 三 谿 郡 | 大谷村       | 大谷村       | 大谷村              | 大谷村               | 萩原村                     | 萩原村                          | 昭和7年1月1日 三良坂町               | 三良坂町               | 三良坂町                           | 三良坂町                     | 平成16年4月1日 三次市 | 三次市 |
| 三 谿 郡 | 仁賀村       | 仁賀村       | 仁賀村              | 仁賀村               | 萩原村                     | 萩原村                          | 昭和7年1月1日 三良坂町               | 三良坂町               | 三良坂町                           | 三良坂町                     | 平成16年4月1日 三次市 | 三次市 |
| 三 谿 郡 | 光清村       | 光清村       | 光清村              | 光清村               | 萩原村                     | 萩原村                          | 昭和7年1月1日 三良坂町               | 三良坂町               | 三良坂町                           | 三良坂町                     | 平成16年4月1日 三次市 | 三次市 |

## 行政

### 市長
- 市長：福岡誠志（2019年（平成31年）4月26日就任[18]、2期目）

歴代市長
三次市（初代）　（1954年（昭和29年）～2004年（平成16年））
| 代   | 氏名       | 就任日                     | 退任日                     | 備考                               |
| ---- | ---------- | -------------------------- | -------------------------- | ---------------------------------- |
| 初代 | 三浦正     | 1954年（昭和29年）5月5日   | 1959年（昭和34年）12月5日  | 在任中に死去                       |
| 2代  | 船越弘     | 1960年（昭和35年）1月23日  | 1967年（昭和42年）9月7日   | 在任中に死去                       |
| 3代  | 紙屋義孝   | 1967年（昭和42年）10月27日 | 1975年（昭和50年）6月12日  | 在任中に死去                       |
| 4代  | 平川昌三   | 1975年（昭和50年）7月30日  | 1982年（昭和57年）11月25日 | 病気療養のため辞職                 |
| 5代  | 田辺昇三   | 1982年（昭和57年）12月19日 | 1986年（昭和61年）12月18日 |                                    |
| 6代  | 福岡義登   | 1986年（昭和61年）12月19日 | 2001年（平成13年）3月25日  | 元衆議院議員、在任中に死去         |
| 7代  | 吉岡広小路 | 2001年（平成13年）5月13日  | 2004年（平成16年）3月31日  | 元三次市議会議員、元広島県議会議員 |

三次市（2代）　（2004年（平成16年）～）
| 代   | 氏名       | 就任日                    | 退任日                    | 備考                                     |
| ---- | ---------- | ------------------------- | ------------------------- | ---------------------------------------- |
| 初代 | 吉岡広小路 | 2004年（平成16年）4月18日 | 2008年（平成20年）4月17日 | 旧三次市長                               |
| 2代  | 村井政也   | 2008年（平成20年）4月18日 | 2011年（平成23年）3月31日 | 公選法違反の疑いで書類送検され辞職       |
| 3代  | 増田和俊   | 2011年（平成23年）4月24日 | 2019年（平成31年）4月25日 | 旧作木村長                               |
| 4代  | 福岡誠志   | 2019年（平成31年）4月26日 |                           | 元三次市議会議員、元三次市長福岡義登の孫 |

- 副市長：細美 健[19]（任期：令和5年7月15日 - 、任期4年[20]）前・三次市役所総務部長[20]
- 副市長：山崎輝雄[21]（任期：2025年4月1日 - 、任期4年）前・県立広島大本部事務部長[22]
- 教育長：迫田隆範[23]（令和3年5月1日 - ）

### 役所
- 三次市役所
  - 支所：君田・布野・作木・吉舎・三良坂・三和・甲奴

### 県政機関
- 広島県備北地域事務所

## 議会

### 三次市議会
- 定数：22人[24]
- 任期：2024年（令和6年）4月28日 - 2028年（令和10年）4月17日[24]
- 議長：山村恵美子（清友会）（2022年5月13日 - ）再選[25]
- 副議長：横光春市（三輝会）（2024年5月1日 - ）[25]

## 出先機関

### 国家機関

#### 法務省
検察庁
- 広島地方検察庁三次支部
- 三次区検察庁

#### 裁判所
- 広島地方裁判所三次支部
- 三次簡易裁判所

### 施設

#### 警察
警察署
- 広島県三次警察署

旧甲奴町が府中警察署管轄、その他の旧市町村が三次警察署管轄であったが、2004年（平成16年）4月1日の市町村合併時に旧甲奴町の区域が移管されたため、三次市全域が三次警察署管轄である。
交番
- 三次町交番（三次市三次町）
- 三良坂交番（三次市三良坂町三良坂）
- 八次交番（三次市四拾貫町）

駐在所
- 粟屋警察官駐在所（三次市粟屋町）
- 川地警察官駐在所（三次市下川立町）
- 川西警察官駐在所（三次市三若町）
- 吉舎警察官駐在所（三次市吉舎町三玉）
- 君田警察官駐在所（三次市君田町東入君）
- 甲奴警察官駐在所（三次市甲奴町小童）
- 作木警察官駐在所（三次市作木町下作木）
- 塩町警察官駐在所（三次市塩町）
- 布野警察官駐在所（三次市布野町上布野）
- 三和警察官駐在所（三次市三和町上板木丙）
- 八幡警察官駐在所（三次市吉舎町吉舎川之内）

#### 消防
本部
- 備北地区消防組合

消防署
- 三次消防署（三次市十日市中三丁目1番21号）

出張所
- 作木（三次市作木町下作木1068番地1）
- 吉舎（三次市吉舎町敷地795番地）
- 三和（三次市三和町上板木45番地1）
- 甲奴（三次市甲奴町西野591番地1）

#### 医療・福祉
主な病院
- 市立三次中央病院
- 三次地区医療センター

#### 郵便局
主な郵便局
- 甲奴郵便局
- 三次郵便局

#### 文化施設
主な博物館
- 広島県立みよし風土記の丘（風土記の丘・野外博物館）

主な美術館
- 奥田元宋・小由女美術館

#### 運動施設
- カーター記念球場
- みよし運動公園
  - みよし運動公園野球場
- 三次市営球場

## 対外関係

### 姉妹都市・提携都市

#### 国内
その他
- 過去に全国京都会議に加盟していたが脱退した。観光都市として「備後の小京都」と称される。

#### 海外
姉妹都市
- 雅安市雨城区（中華人民共和国 四川省）
1992年（平成4年）10月6日 - 姉妹都市提携
- アメリカス市（アメリカ合衆国 ジョージア州）
1995年（平成7年）5月18日 - 姉妹都市提携
- 泗川市（大韓民国 慶尚南道）
1992年（平成4年）5月25日 - 旧三千浦市と提携。
1995年（平成7年）5月10日 - 旧三千浦市と旧泗川郡の統合により泗川市が誕生したため姉妹提携が中断。
2001年（平成13年）5月24日 - 再度姉妹都市提携。

## 経済

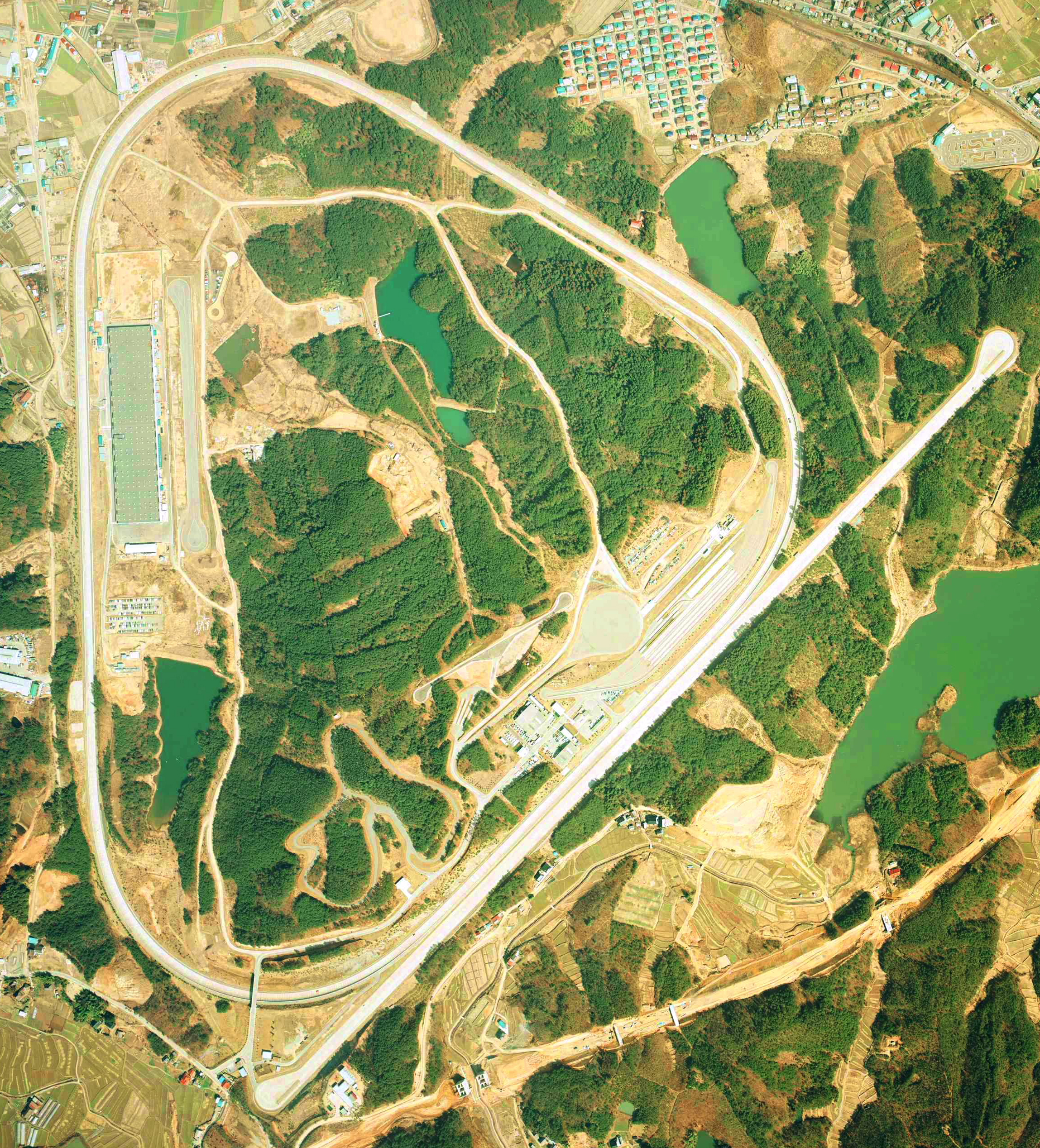
マツダ三次自動車試験場。

### 第一次産業

#### 農業
ピオーネの栽培が盛んである（三次ピオーネ）。
大量の規格外ピオーネの活用のためにワインが生産されており、1994年（平成6年）には広島三次ワイナリーが開業した。
それ以来観光客が増え続けており、広島県内陸部を代表する観光都市となっている。

#### 漁業
- 鮎漁、鵜飼、鯉漁など、内水面での漁業を生業としている者が、かつては少数ながらも存在していた。現在は観光などを除き、衰退している。

### 第二次産業

#### 工業
- マツダ三次事業所（ガソリンエンジン製造）
- マツダ三次自動車試験場（開発中の新型車のテスト走行や新型車の試乗イベントなどを行っている）
- ミヨシ電子広島事業所
- シナジーテクニカ本社工場
- カープソース本社工場
- 中四国丸大食品本社工場

### 第三次産業

#### 商業
主な商業施設
- サングリーン
- CCプラザ（現：フレスポ三次プラザ）（2022年（令和4年）3月末で一時閉店し、協同組合三次ショッピングセンターと大和ハウス工業グループの大和リースが共同で建替工事に着手し、2023年（令和5年）11月16日に『フレスポ三次プラザ』として開店）

## 情報・生活

### マスメディア

#### 放送局
テレビ・ラジオ局
- NHK広島放送局三次支局

ケーブルテレビ
- 三次ケーブルビジョン

### ライフライン

#### 電力
- 中国電力

発電所
- 神野瀬発電所

#### 上下水道
上水道
- 灰塚ダムを利用

## 教育

### 専修学校
県立
- 広島県立三次看護専門学校 - ウェイバックマシン（2003年2月13日アーカイブ分）

### 高等学校
県立
- 広島県立三次高等学校（南畑敷町）
- 広島県立三次青陵高等学校（旧広島県立三次工業高等学校）（大田幸町）
- 広島県立日彰館高等学校（吉舎町吉舎）

### 中学校
三次市立
- 三次中学校（三次町）
- 十日市中学校（十日市中）
- 塩町中学校（大田幸町）
- 川地中学校（下川立町）
- 八次中学校（畠敷町）
- 甲奴中学校（甲奴町梶田）
- 君田中学校（君田町東入君）
- 布野中学校（布野町上布野）
- 作木中学校（作木町下作木）
- 吉舎中学校（吉舎町吉舎）
- 三良坂中学校（三良坂町三良坂）
- 三和中学校（三和町上板木）

### 小学校
市立
- 粟屋小学校（粟屋町）
- 河内小学校（小文町）
- 三次小学校（三次町）
- 酒河小学校（西酒屋町）
- 十日市小学校（十日市中）
- 神杉小学校（高杉町）
- 青河小学校（青河町）
- 川西小学校（三若町）
- 川地小学校（下川立町）
- 田幸小学校（大田幸町）
- 八次小学校（畠敷町）
- 和田小学校（向江田町）
- 甲奴小学校（甲奴町梶田）
- 君田小学校（君田町東入君）
- 布野小学校（布野町上布野）
- 作木小学校（作木町下作木）
- 吉舎小学校（吉舎町三玉）
- 安田小学校（吉舎町安田）
- 八幡小学校（吉舎町丸田）
- みらさか小学校（三良坂町三良坂）
- 三和小学校（三和町敷名）

### 特別支援学校
県立
- 広島県立庄原特別支援学校三次粟屋分級

### 自動車学校
- 広島県三次自動車学校

### 職業能力開発校
県立
- 広島県立三次高等技術専門校 [26]（職業能力開発促進法に基づく職業能力開発校）

### 廃校
過去に存在した小学校・中学校
以下の各校は、三次市発足後に閉校となった小学校と中学校（いずれも三次市立）である。分校も含む。
- 粟屋西小学校
- 粟屋小学校北分校
- 河内小学校穴笠分校
- 河内小学校山家分校
- 三次西小学校
- 志和地小学校
- 上田小学校
- 川西小学校有原分校
- 川西中学校
- 八幡小学校徳市分校
- 三良坂小学校
- 灰塚小学校
- 仁賀小学校
- -他、数校

この他、三次市発足後に閉校となった三和町・吉舎町・三良坂町・甲奴町・作木村・布野村・君田村（いずれも、合併前の自治体名）の小学校と中学校は、以下の各校である（分校も含む）。
三和町立
- 上板木小学校
- 下板木小学校
- 板木小学校
- 上山小学校
- 敷名小学校
- 板木中学校
- 三和東中学校

吉舎町立
- 敷地小学校
- 敷地小学校蜂郷分校
- 安田東小学校

三良坂町立
- 三良坂小学校田利分校

甲奴町立
- 上川小学校
- 甲奴中学校広定分校

作木村立
- 作木第一小学校
- 作木第二小学校
- 作木第三小学校
- 作木第一小学校大山分校
- 作木第二小学校光守分校
- 作木第三小学校岡三淵分校
- 作木第三小学校伊賀和志分校
- 作木第一中学校
- 作木第二中学校
- 作木第三中学校

布野村立
- 布野中学校横谷分校

君田村立
- 君田上小学校
- 君田上小学校茂田分校
- 君田中学校櫃田分校

- 他、上記以外の数校

## 交通

### 鉄道

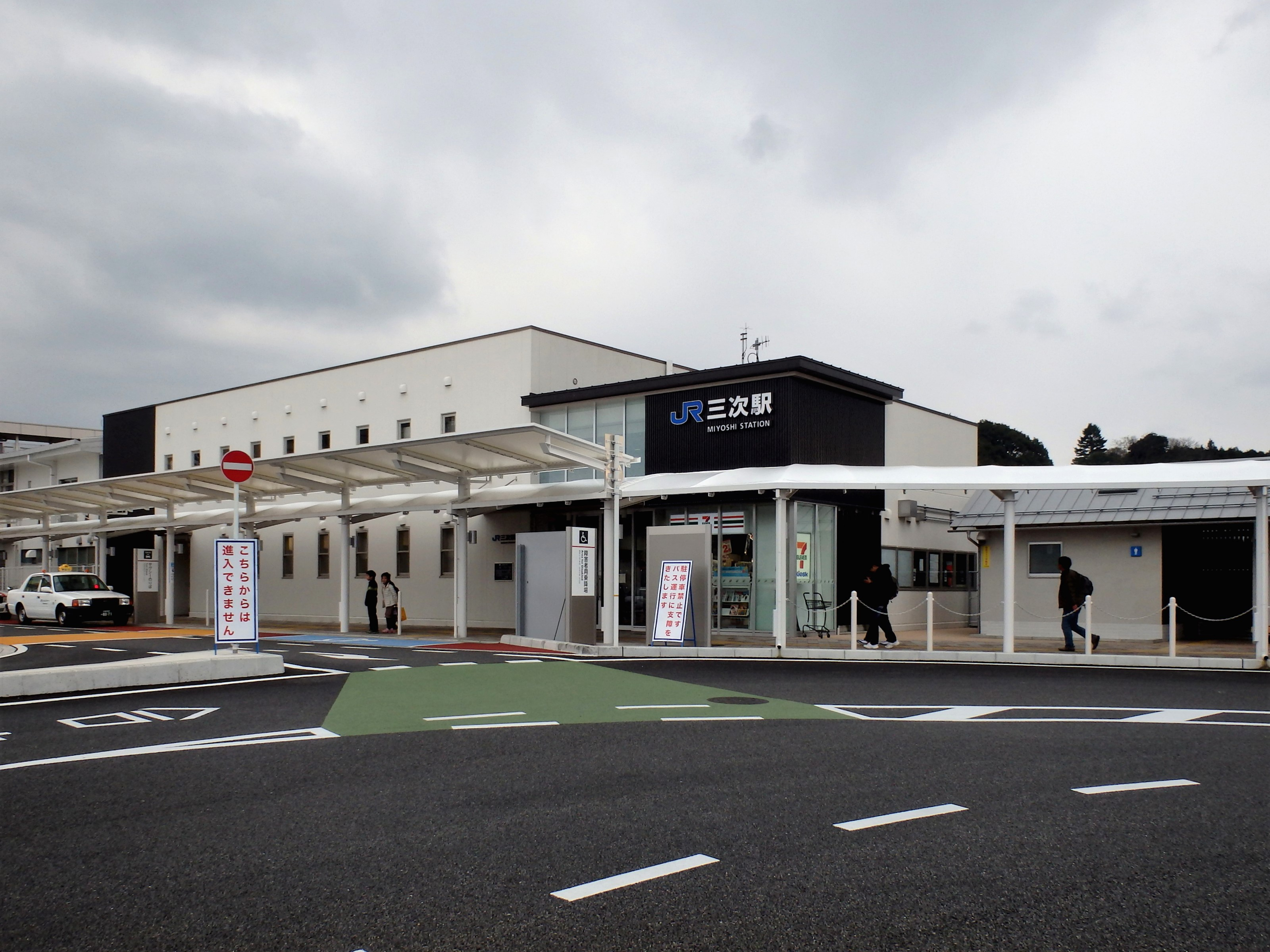
三次駅駅舎（2016年（平成28年））

中心となる駅：三次駅

#### 鉄道路線
西日本旅客鉄道（JR西日本）
芸備線：（←庄原市・備後落合方面） - 下和知駅 - 塩町駅 - 神杉駅 - 八次駅 - 三次駅 - 西三次駅 - 志和地駅 - 上川立駅 - （安芸高田市・広島方面→）
■福塩線：（←府中市・福山方面） - 甲奴駅 - 梶田駅 - 備後安田駅 - 吉舎駅 - 三良坂駅 - 塩町駅
また、2018年（平成30年）3月31日までは三江線が存在した。
■三江線：（←島根県邑南町・江津方面） - 伊賀和志駅 - （島根県邑南町） - 香淀駅 - （安芸高田市） - 長谷駅 - 粟屋駅 - 尾関山駅 - 三次駅

### バス

#### 高速バス
JRバス以外の高速バス路線は長らく三次駅の北側にある三次バスセンターに発着しており、三次駅前には原則乗り入れず、三次駅前をターミナルとしていた路線バスと乗り継ぐ場合には移動を強いられていたが、三次駅前が整備され、三次駅前に高速バスが乗り入れることとなった。逆に従来の三次バスセンターだった停留所は三次（たび館）と名称が変更され、備北交通・広島電鉄の東城発着を除く広島線か、市内循環バス「くるるん」、阪急バス運行の大阪線以外は停車しなくなった。
- 広島線：昼行・毎時2往復以上運行。三次駅前・三次もののけミュージアム[注釈 8] に（庄原・東城始発便は和知BSにも）停車。備北交通・広島電鉄が運営。広島バスセンター（所要約85分）で、一部便は広島駅南口（所要約95分）で運行。
  - （広島駅 - ）広島バスセンター - （大塚駅経由 / 新白島駅・中筋駅・広島北IC経由） - 千代田IC - 三次駅前（ - 三次もののけミュージアム / 美術館前 / 庄原駅 - 桜花の郷ラ・フォーレ庄原 / 東城駅前）
- グランドアロー号（松江線）：昼行・三次市内への停車は2往復。三次インター内の停留所に停車。広島電鉄・一畑バスが運営。三次インターから松江駅までの所要時間は1時間35分。
  - 広島駅 - 広島バスセンター - 大塚駅 - 三次インター - たたらば壱番地 - 木次高速 - 加茂BS - 宍道BS - 玉造BS - 松江駅
- みこと号（出雲線）：昼行・三次市内への停車は7往復。三次インター内の停留所に停車。JRバス中国と一畑バスが運営。三次インターから出雲市駅までの所要時間は1時間39分。
  - 広島駅 - 広島バスセンター - 大塚駅 - 三次インター - 道の駅たかの - たたらば壱番地 - 下熊谷バスセンター - 出雲市駅
- ピースライナー：昼行・甲奴駅前から4往復、広島交通と中国バスが運営。広島バスセンターまでの所要時間はおよそ2時間。
  - 広島バスセンター - 新白島駅 - 中筋駅 - 世羅中央病院 - 甲奴駅前
- 浜田道エクスプレス（JRバス中国運営の大阪線）：昼行2往復。三次駅に停車。三次への停車は後発で、大阪駅との間に途中停留所がないのが特徴。所要時間はおよそ5時間。

以下の路線は運休している。
- きんさいライナー（福山線）：昼行・2往復。三次駅前・三次ワイナリー・塩町・三良坂に停車。中国バスが運行。三次駅前 - 福山駅前間は所要時間1時間50分。2020年（令和2年）5月1日以降運休中。
- 大阪線：昼行・4往復。中国バス便は三次車庫・三次駅前・和知BSに、阪急バスは三次（たび館）・三次駅前・和知BSに停車。阪急バス・中国バスが運行し、中国バスは新大阪駅まで、阪急バスは梅田まで運行。大阪までの所要時間は4時間30分～5時間程度。2020年（令和2年）10月1日から再運休。

かつては以下の路線も三次市内に停留所を持っていた。（※は三次経由はなくなったものの現在も運行されている路線）
- 広島 - 鳥取線（昼行）：メリーバード（鳥取線）※（1988年（昭和63年）12月21日 - 1997年（平成9年）12月15日・三次インターに停車）
- 広島 - 東京線（夜行）：ニューブリーズ号（1989年（平成元年）3月17日 - 2009年（平成21年）6月30日・三次駅前に停車）
- 広島 - 名古屋線（夜行）：セレナーデ号→広島ドリーム名古屋号※（1989年（平成元年）9月8日 - 2025年（令和7年）6月30日・三次駅前に停車）
- 広島 - 米子線（昼行）：メリーバード（米子線）※（1989年（平成元年）9月27日 - 2014年（平成26年）7月18日・三次インターに停車）
- 広島 - 横浜線（夜行）：赤いくつ号（1989年（平成元年）12月22日 - 1997年（平成9年）9月30日・三次駅前に停車）
- 津和野・浜田 - 東京線（夜行）：いわみエクスプレス（2009年（平成21年）7月1日 - 2015年（平成27年）9月10日・三次駅前に停車）
- 松江 - 尾道線（昼行）：クロスウェイエクスプレス（2013年（平成25年）9月1日 - 2015年（平成27年）9月30日・三次東（上四十貫）に停車）
- 三次 - 広島空港線（夜行）：（2016年（平成28年）7月14日 - 2020年（令和2年）9月30日・三次市内・三良坂・吉舎の複数個所に停留所設置）

この他、2013年（平成25年）3月31日までは三次バスセンター・下布野・上布野・横谷にグランドアロー号が、三次駅・大谷・下布野・上布野・天狗橋・横谷にみこと号が停車していた。

#### 路線バス
- 路線バスは、備北交通が多くの路線を運行しているほか、中国バスが三次から国道184号を経由して、吉舎・世羅方面へと運行する路線を運行している。かつては、芸陽バスも市内へと乗り入れ、三次から三和町敷名や世羅町（旧・世羅西町）小国まで運行する便や、東広島市西条からも豊栄を経て三和町敷名まで運行する便があったが（ただし、末期にはバスの接続で三次と西条を乗り継ぐことができるのは三次発の敷名経由での一本しかなくなっていた）、2009年（平成21年）3月31日をもって廃止された。なお、三次から敷名線の全線と、三次から小国線のうち三次市内の区間は備北交通に引き継がれている。本数は、2018年（平成30年）9月現在の平日ダイヤのもの。

備北交通 が以下の路線を運行している。
- 三城線（庄原・西城方面）：三次-庄原間は平日日中は30分ヘッドで運行。西城方面へは直通便1往復を利用または庄原（庄原バスセンター・ジョイフルなど）で乗り継ぎ
  - （三次もののけミュージアム - ）三次駅前 - （三次中央病院） - 和知 - 尾引 - 山内駅口 - 熊野口 - ジョイフル - 庄原駅（ - 庄原中学校前 / 西城中野）
- 下高野線（口和町大月・高野町新市方面）：松江自動車道経由で運転。平日4往復、土日祝2往復。口和IC-高野IC間で松江自動車道を経由。
  - 三次工業団地 - 三次中央病院 - 三次駅前 - 三次もののけミュージアム - 横路橋 - 君田 - モーモー物産館・口和診療所 - 道の駅たかの - 新市車庫（庄原市高野町）
- 宮内線（三次-君田-口和町大月-口和町宮内方面）：平日1往復。
  - 三次中央病院 - 三次駅前 - 三次もののけミュージアム - 横路橋 - 君田 - モーモー物産館・口和診療所 - 下宮内（庄原市口和町）
- 湯木線（口和町湯木方面）：三次駅方面直通便は1日2往復。平日は横路橋乗継便も3往復運行。県道186号を経由して運行。
  - （三次工業団地 - 三次中央病院 - 三次駅前 - 三次もののけミュージアム - ）横路橋 - 永田 - 湯木車庫（庄原市口和町）
- 敷名線（志和地経由）：平日4往復、土曜2往復、休日は運休
  - 三次駅 - 三次中央病院 - 志和地駅前 - 紺屋川 - 三和支所
- 敷名線（廻神経由・塩町経由）：1日7往復（うち4往復が中央病院・廻神・国道375号経由、3往復が塩町・糸井・国道375号経由）。土曜日は塩町経由が運休となり、中央病院経由の2往復を運行。休日は運休。
  - 廻神経由：三次駅前 - 三次中央病院 - 廻神 - 糸井 - 川西郷の駅 - 有原・敷名・三和支所 / 上田小跡
  - 塩町経由：三次駅前 - 塩町駅 - 糸井 - 川西郷の駅 - 有原 - 敷名・三和支所 / 有原・上田小跡
- 赤名線（布野・飯南町方面）：1日4往復。国道54号経由で運行。かつては、中国JRバスが運行していた出雲直通のバスが短縮されて備北交通に受け継がれたもの。
  - 三次中央病院 - 三次駅前 - 三次もののけミュージアム - ゆめランド布野 - 便坂 - 赤名
- 作木線（作木・邑南町都賀方面）：1日5往復。国道54号・布野・作木経由で運行。2往復は道の駅グリーンロード大和（道の駅GR大和）まで運行し、他は作木町伊賀和志止まり。伊賀和志行き2往復は土日祝運休。
  - （三次工業団地 - ）三次中央病院 - 三次駅前 - 三次もののけミュージアム - ゆめランド布野 - 便坂 - 作木支所前 - 川の駅常清 - 口羽町 - 伊賀和志 - 道の駅GR大和（美郷町）
- くるるんバス（みよし市街地循環バス）：1日8本運行。土日祝の4本は三次ワイナリー経由。
  - 三次駅前 - （塩迫・八次駅前経由 / 三次ワイナリー経由 土日祝の4本） - 三次医療センター - 三次市民ホール（きりり） - 三次駅前 - 三次もののけミュージアム - 三次駅前
- 畠敷線（三次市畠敷町方面）：平日6往復、土日祝4往復運行。
  - 三次工業団地 - 三次中央病院 - 三次インター - 三次駅前 - 三次もののけミュージアム - 上四十貫・みよし公園
- 三城線（吉田）：平日5往復、土曜3往復、休日は運休
  - 三次中央病院 - 三次駅前 - 甲立駅前 - 吉田出張所 - 吉田医院 - 吉田出張所（安芸高田市）

中国バス、君田交通、十番交通も路線バスを運行している。
- 吉舎・甲山線（中国バス）：平日4往復。甲山営業所から便によっては尾道方面・三原方面にも連絡。
  - 甲山営業所（世羅町） - 吉舎 - 三良坂駅前 - 塩町 - 三次中央病院 - 三次駅前 - 三次もののけミュージアム
- 川の駅三次線（君田交通[29]）作木町方面
  - 三次駅前 - 川の駅常清
- 下津田線（十番交通） 吉舎町
  - 吉舎駅 - 下津田（世羅町）

#### 生活交通
三次市民バス（三次市）などが運行されている。
- 三次市民バス 君田町線（赤コース、緑コース、青コース）
- 三次市民バス 布野町線（月・金コース、水コース）
- 三次市民バス 作木町線（下地区、中地区、上地区）
- 三次市民バス 吉舎町線（医院巡回コース、Aコース、Bコース、Cコース、Dコース、Eコース、Fコース）
- 三次市民バス 三和町線（下板木コース、敷名コース、上山コース、板木コース）
- 三次市民バス 甲奴町線 予約制
- 三次市民バス 甲奴町線（甲奴-吉舎）予約制
- お太助バス 式敷三次線（安芸高田市[31] 芸北タクシー・甲立タクシー）
  - （三次中央病院 - ）三次駅前 - 式敷駅（安芸高田市高宮町）
- さくぎニコニコ便（NPO法人 元気むら さくぎ） 予約制新公共交通サービス 作木町
- ふれあいタクシー みらさか（三次広域商工会）予約型公共交通サービス 三良坂町

### 道路

#### 高速道路
西日本高速道路（NEXCO西日本）。三次東JCT/ICで中国自動車道と尾道自動車道/松江自動車道が交わる。
- 中国自動車道：（BS）和知BS - （21-1）三次東IC/JCT - （22）三次IC/BS - （PA）江の川PA
  - 北房JCT（岡山自動車道）方面 - 東城IC - 庄原IC - 三次東IC/JCT - 三次IC - 高田IC - 千代田JCT（浜田自動車道）・広島北JCT（広島自動車道）方面
- 尾道自動車道（無料区間）：（3）甲奴IC - （4）吉舎IC - （5）三良坂IC - （21-1）三次東IC/JCT
  - 尾道JCT（山陽自動車道）方面 - 世羅IC - 甲奴IC - 吉舎IC - 三良坂IC - 三次東IC/JCT
- 松江自動車道（無料区間）：（21-1）三次東IC/JCT
  - 松江自動車道： 三次東IC/JCT - 口和IC - 宍道JCT（山陰自動車道）方面

#### 国道
- 国道54号（広島市 - 安芸高田市 - 三次 - 布野町 - 飯南町 - 雲南市 - 松江市）：市内では旧市内・布野町内を通過
- 国道183号（広島市 - 安芸高田市 - 三次 - 三次東IC - 庄原市 - 米子市方面）：広島市内から三次にかけては国道54号線と重複。市内では旧市内のみを通過
- 国道184号（尾道市 - 世羅町 - 吉舎町 - 吉舎IC - 三良坂町 - 三次 - 布野町 - 飯南町 - 出雲市）：三次-島根県飯南町にかけては国道54号と重複。市内では吉舎・三良坂・旧三次市・布野の各地域を通過
- 国道375号（呉市 - 東広島市 - 三和町 - 三次IC - 三次 - 作木町 - 美郷町 - 大田市）：市内では三和町内・旧市内・作木町内を通過。三次-作木間は道幅が狭く、三次市街地から作木以北に向かう場合は、国道54号を経由し、布野を経て広島県道62号庄原作木線経由で走る方が速い
- 国道433号（安芸高田市高宮町方面 - 作木町 - 三次）：作木町香淀の一部のみ独立区間。道幅が狭い箇所が多く、安芸太田町へのアクセスには向かない（酷道）
  - 国道434号：市内区間は国道433号と重複

#### 主要地方道
- 広島県道・島根県道4号甲田作木線（安芸高田市（旧・甲田町・高宮町）-島根県邑南町-作木町）：三次市内の区間は県境から終点まで約75m
- 島根県道・広島県道7号浜田作木線：市内の区間はすべて県道4号線と重複
- 広島県道27号吉舎油木線（吉舎町-甲奴町-府中市上下町-神石郡神石高原町（旧・神石郡三和町・油木町））
- 広島県道28号吉舎豊栄線（吉舎町-世羅町小国（旧・世羅西町）-東広島市豊栄町）
- 広島県道37号広島三次線（旧三次市-安芸高田市甲立・向原-広島市）
- 広島県道39号三次高野線（旧三次市-君田町-口和IC-庄原市口和町-庄原市高野町）
- 広島県道45号三次大和線（旧三次市-世羅町小国（旧・世羅西町）-三原市大和町）
- 広島県道51号甲山甲奴上市線（世羅町（旧・甲山町）-甲奴町-庄原市総領町）：甲奴町-総領町間は隘路
- 広島県道52号世羅甲田線（世羅町（旧・世羅町・世羅西町）- 旧三和町-安芸高田市甲田町）
- 広島県道56号府中世羅三和線（府中市-世羅町（旧・甲山町・世羅町）-旧吉舎町徳市-世羅町（旧世羅西町）-旧三和町）
- 広島県道61号三次庄原線（旧三次市石原町-三良坂IC-三良坂町-庄原市） （三良坂IC接続道路 三良坂町三良坂で国道184号、三次市石原町で国道375号に接続）
- 広島県道62号庄原作木線（庄原市-旧口和町-口和IC-君田町-布野町-作木町）
- 広島県道63号三次三和線（旧三次市-旧三和町）
- 広島県道64号三次美土里線（旧三次市-安芸高田市（旧甲田町・高宮町・美土里町））
- 広島県道78号三良坂総領線（三良坂町-吉舎町-庄原市総領町）：吉舎町内を走る区間は約1.2 km

#### 一般県道
（*印のある路線は2007年（平成19年）10月26日から管理権限が広島県から三次市へ移管）
- 広島県道・島根県道112号三次江津線（旧三次市-安芸高田市高宮町-作木町-島根県へ：隘路
- 広島県道161号三和大和線（三和町-東広島市豊栄町-三原市大和町）：三和町内に迂回可能な狭隘区間あり
- 広島県道186号新市三次線（旧三次市-庄原市口和町-庄原市高野町）：口和町宮内以北は隘路
- 広島県道222号甲奴停車場線（甲奴町内）*
- 広島県道223号吉舎停車場線（吉舎町内）*
- 広島県道224号三良坂停車場線（三良坂町内）*
- 広島県道225号塩町停車場線（旧三次市内）*
- 広島県道227号志和地停車場線（旧三次市内）*
- 広島県道228号三次停車場線（旧三次市内）*
- 広島県道229号神杉停車場線（旧三次市内）*
- 広島県道424号甲奴インター線（甲奴町内 甲奴IC接続道路 甲奴町西野で広島県道51号甲山甲奴上市線に接続）
- 広島県道425号梶田三良坂線（甲奴町-吉舎町）：吉舎町安田から甲奴側は隘路。三良坂へは灰塚ダム建設による道路付け替えにより経由しない*
- 広島県道426号太郎丸吉舎線（甲奴町-吉舎町）：ただし吉舎町安田から甲奴側は隘路*
- 広島県道427号宇賀矢野線（甲奴町-府中市上下町）境界部は隘路
- 広島県道428号宇賀安田線（甲奴町-世羅町）：隘路
- 広島県道429号若屋秋町線（旧三次市内）*
- 広島県道430号糸井塩町線（旧三次市内）*
- 広島県道431号和知塩町線（旧三次市内）*
- 広島県道432号青河江田川之内線（旧三次市内）*
- 広島県道433号穴笠三次線（旧三次市内）*
- 広島県道434号和知三次線（旧三次市内）* （三次東IC接続道路 三次市和知町の四拾貫交差点で国道183号に接続）
- 広島県道435号木呂田本郷線（君田町内）*
- 広島県道436号香淀三次線（作木町）：旧三次市側の区間での区域決定区間なし*
- 広島県道437号大津横谷線（作木町-布野町）（隘路）*
- 広島県道438号羽出庭向原線（三和町-安芸高田市向原町）：県道52号世羅甲田線の分岐から3km先から向原側は隘路
- 広島県道440号羽出庭三良坂線（三和町-旧三次市-三良坂町）：旧三次市・三良坂町内では国道375号-県道61号三次庄原線と重複*
- 広島県道441号七塚三良坂線（庄原市～三良坂町）
- 広島県道456号下門田泉吉田線（高野町～君田町）：君田町の神野瀬橋-高野町高暮小学校跡付近までは隘路
- 広島県道470号三次インター線（旧三次市内）*（三次IC接続道路 三次市西酒屋町の船所で国道54号に接続）

#### 道の駅
- ゆめランド布野 - （国道54号 布野町）
- ふぉレスト君田 - （広島県道39号三次高野線 君田町）
- みわ375 - （正しくは道の駅ではなく、物産館。第三セクターによるドライブインの扱い。国道375号 三和町）
- 川の駅常清 - （正しくは道の駅ではない第3セクターによるドライブインの扱い。国道375号 作木町）

#### ナンバープレート
ナンバープレート
- 広島ナンバー

旧甲奴町が「福山ナンバー」（中国運輸局広島運輸支局福山自動車検査登録事務所管轄）、その他の旧市町村が「広島ナンバー」（中国運輸局広島運輸支局管轄）であったが、2004年（平成16年）4月1日の市町村合併時に旧甲奴町区域が中国運輸局広島運輸支局に移管されたため、三次市全域が広島ナンバーである。

## 観光

### 名所・旧跡
- 三次陣屋 - 三次藩浅野家の陣屋。（三次町）
- 鳳源寺 - 境内に阿久利（瑤泉院）輿入れの際に大石良雄が植えたとも伝わる「枝垂れ桜」、浅野長矩の正室・阿久利の「瑤泉院遺髪塔」などがある。（三次町）
- 太歳神社（三次町）
- 運甓居（頼山陽のおじで頼杏坪の役宅、三次町）
- 住吉神社（三次町）
- 厳島神社（十日市中）
- 若宮八幡神社（十日市南）
- 和知八幡神社（和知町）
- 吉祥院（三次町）
- 熊野神社（畠敷町）
- 岩屋寺（畠敷町）
- 出雲大社備後分院（三良坂町）
- 殿敷（作木町）
- 後鳥羽院尊儀（作木町）
- 松ヶ迫矢谷遺跡（東酒屋町）
- 古城山城：市の史跡
- 山家一里塚：県の史跡

### 観光スポット
公園・庭園
- 尾関山公園（桜・もみじの名所、三次町）
- 若宮公園・若宮八幡神社（桜の名所、十日市南）

自然景勝地
- 常清滝（日本の滝百選、作木町）
- 霧の海（高谷山、粟屋町）
- 神之瀬峡県立自然公園（神之瀬峡、君田町）
- 灰塚ダム（三良坂町・吉舎町・庄原市総領町）
- 沓ヶ原ダム（君田町）

博物館
- 三次市歴史民俗資料館（稲生物怪録関連書籍など、三次町）
- 辻村寿三郎人形館（三次市歴史民俗資料館内、三次町）
- 広島県立みよし風土記の丘（浄楽寺・七ツ塚古墳群など中国地方最大の古墳群、小田幸町）
- 奥田元宋・小由女美術館（平面の絵と立体の人形が展示されている　東酒屋町）
- はらみちを美術館（君田町）
- 三良坂平和美術館（三良坂町）
- ジミー・カーターシビックセンター（甲奴町）

レジャー
- 江の川カヌー公園さくぎ
- フィッシングガーデン吸谷
- 吉舎いこいの森キャンプ場
- 県立みよし公園
- みよし運動公園

その他
- 三次鵜飼（馬洗川、十日市東）
- 広島三次ワイナリー（ワイン醸造、東酒屋町）
- 道の駅ゆめランド布野（布野町）
- 平田観光農園（桃・梨・ぶどう・りんごなど、上田町）
- 君田温泉「森の泉」（「道の駅ふぉレスト君田」の一角にある温泉宿泊施設　君田町）
- 三次人形窯元（江戸時代より続く県内唯一の人形窯元、十日市南）
- いにしえの里三次　物怪・でこ街道（うだつと白壁の町並み、三次町）
- 中村憲吉生家（布野町）
- ウッドピアみよし（東酒屋町）
- 十林寺（向江田町）
- 妙栄寺 （三次市）（三次町）

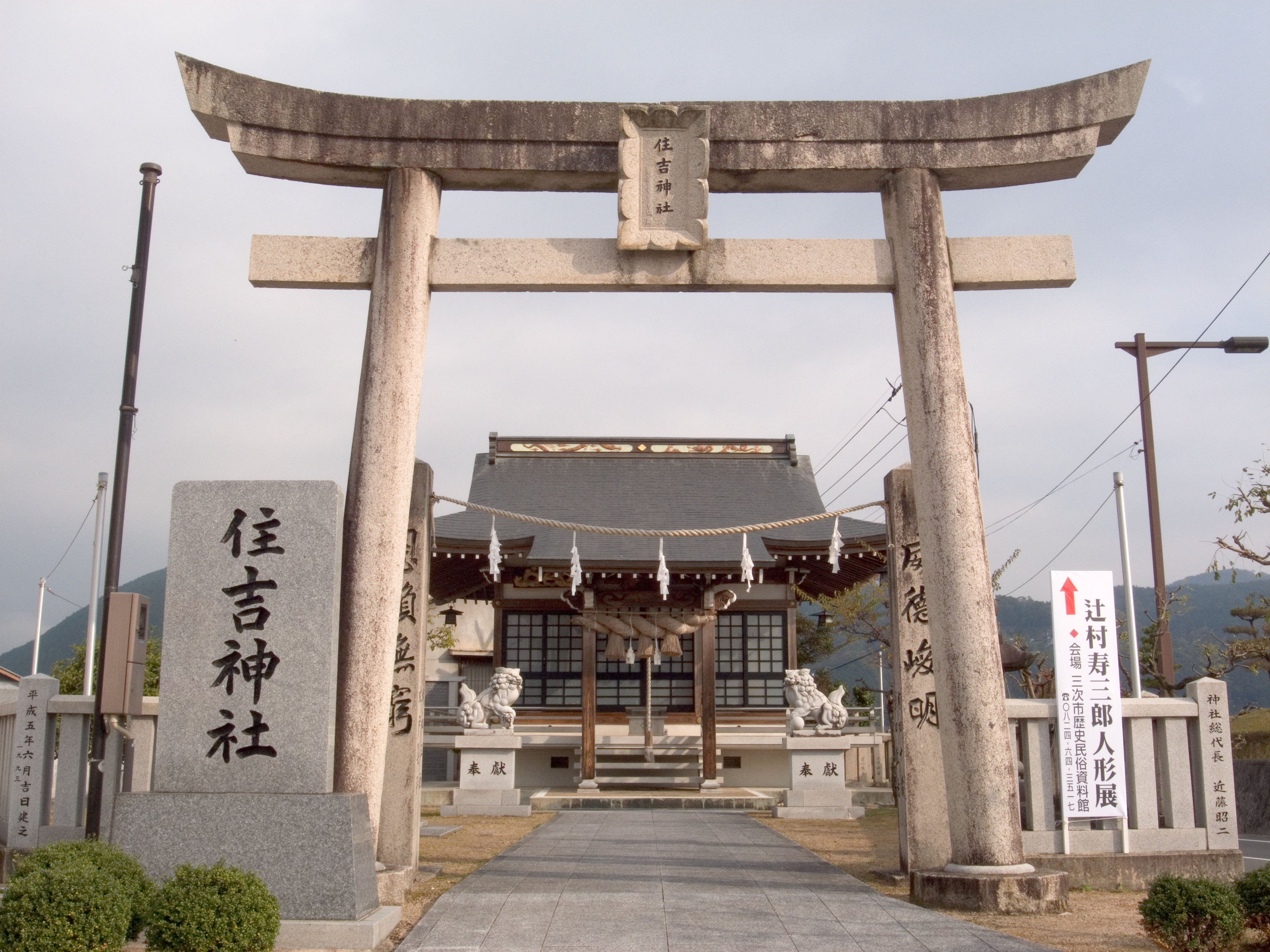
住吉神社
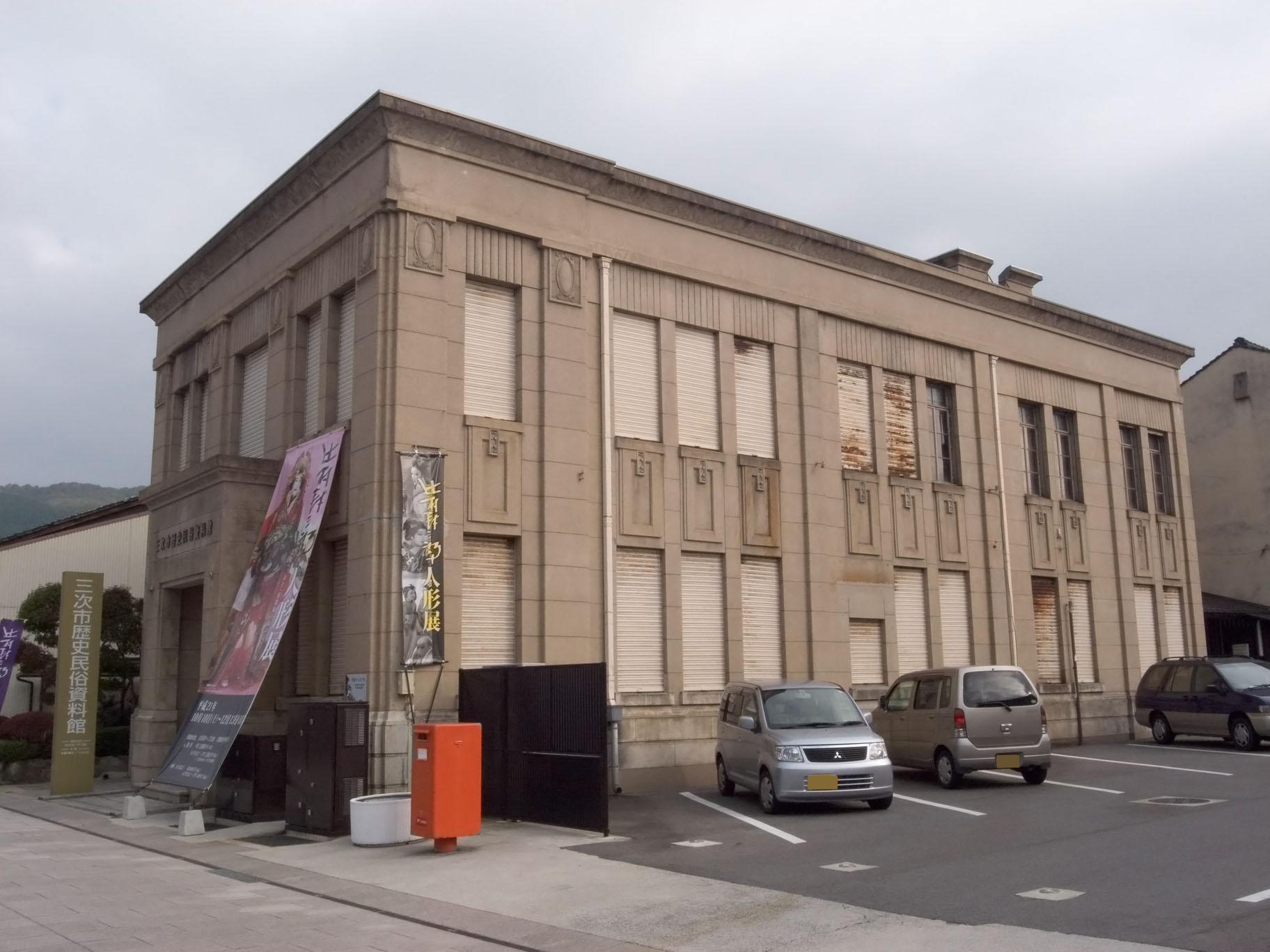
三次市歴史民俗資料館
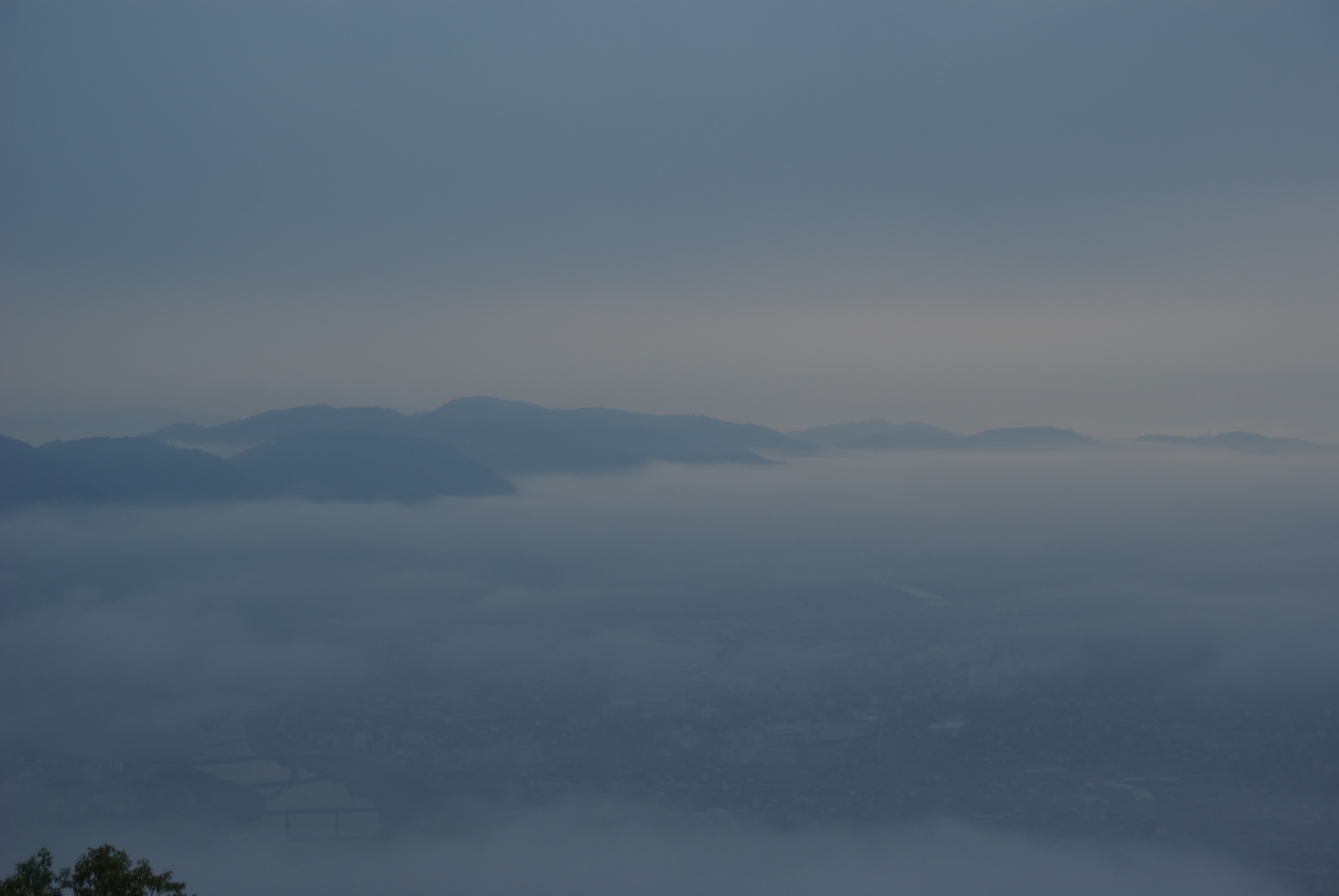
高谷山から見た朝霧
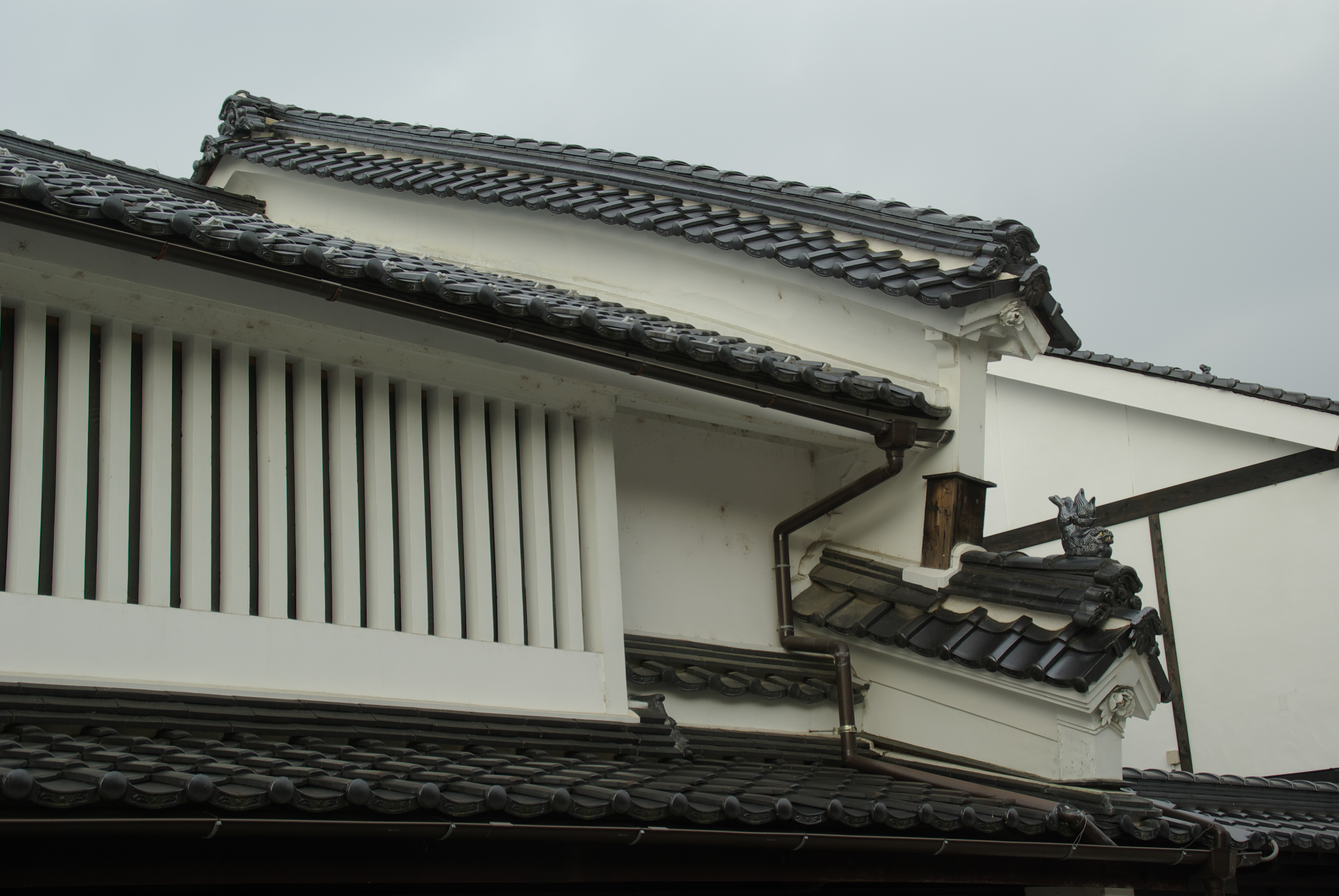
うだつ（いにしえの里三次）

## 文化・名物

### 祭事・催事
- 三次さくら祭（例年4月第1週の日曜日）
- 輪くぐり祭（三次町　太歳神社　　十日市中　厳島神社）
- みよし市民納涼花火まつり（巴橋下流の馬洗川右岸で行われる）（例年は7月第3週の土曜日）
- いこいの森「ホタル祭」（吉舎）
- 小童の祇園まつり（甲奴）
- 祇園まつり（三良坂）
- 三次きんさい祭（三次町・十日市）（例年は7月第4週の土曜日）
- 管絃祭（十日市中　厳島神社）
- やまめ祭り（吉舎）
- 辻八幡の神殿入（吉舎）[32]

### 名産・特産
- 三次人形
- 泡雪（和菓子）
- 乳団子
- 三次ワイン（広島三次ワイナリー）
- 地酒
  - 白蘭（はくらん）
  - 美和桜（みわさくら）
  - 瑞冠（ずいかん）
- 鮎寿司、鮎うるか
- 「ワニ」と呼んで鮫を食べる習慣がある。（ワニ料理）
- 三次きんさい米
- カーターピーナッツ（旧・甲奴町） - ジミー・カーターよりランナー種の種が送られ、旧甲奴町で主に育てられている[33]。

## 作品
三次市を舞台とした作品

### 小説
- 後鳥羽伝説殺人事件（内田康夫の長編推理小説の舞台・浅見光彦シリーズの第1弾、1982年（昭和57年）刊行）
- 神々の乱心（松本清張の小説、1997年（平成9年）刊行）の舞台。
- 荷車の歌（山代巴の小説）の舞台。1959年（昭和34年）に映画化。

### 漫画・アニメ
- 朝霧の巫女（漫画、アニメ作品）の舞台。

## 出身関連著名人

### 出身著名人
政治・行政
- 野田文一郎（第9代神戸市長、裁判官・政治家）
- 柏村武昭（元参議院議員、フリーアナウンサー、元中国放送アナウンサー）

文化・芸術
- 辻村寿三郎（人形作家）
- 中村憲吉（アララギ派の歌人、旧布野村）
- 奥田元宋（画家、吉舎町）
- わちさんぺい（漫画家）
- 佐々元十（記録映画作家　プロレタリア映画運動の先駆者）
- 西尾大介（アニメーション監督、東映アニメーション）
- 小路紘史（映画監督）

芸能・マスコミ
- 松藤好典（広島ホームテレビ報道記者・元アナウンサー、元山口放送アナウンサー）
- 新宅冨士夫（元広島テレビ放送アナウンサー）
- 横山一敏（俳優）
- 長谷部成彦（俳優）
- 佐々木リョウ（シンガーソングライター、ラジオパーソナリティ）
- 成世昌平（民謡・歌謡曲歌手）
- アマレス兄（お笑い芸人・アマレス兄弟）
- YORI（DA PUMP、三次市観光大使）
- Seth(Moi dix Mois、演歌歌手「美良政次」名義でも活動)

スポーツ選手
- 門前眞佐人（大阪タイガース - 結城ブレーブス - 金星スターズ - 大阪タイガース - 大洋ホエールズ - 広島カープ）
- 岩本義行（南海ホークス - 大陽ロビンス - 東映フライヤーズ - 近鉄バファローズ）
- 渡辺信義（広島カープ）
- 原伸次（広島東洋カープ - 横浜ベイスターズ - 広島東洋カープ - 中日ドラゴンズ）
- 二岡智宏（読売ジャイアンツ - 北海道日本ハムファイターズ）
- 福原忍（阪神タイガース）
- 永川勝浩（広島東洋カープ）
- 梵英心（広島東洋カープ）2010年（平成22年）度　セントラル・リーグ盗塁王
- 永川光浩（広島東洋カープ）
- 田中大輔（中日ドラゴンズ - オリックス・バファローズ）
- 坂本光士郎（東京ヤクルトスワローズ - 千葉ロッテマリーンズ）
- 宗山塁（東北楽天ゴールデンイーグルス）
- 竹村栄哉（ベルマーレ平塚 - 水戸ホーリーホック - 大分トリニータ - 大宮アルディージャ - サガン鳥栖 - V・ファーレン長崎）
- 中重勝（射撃アトランタ・シドニー・アテネオリンピック日本代表　広島県警）
- 坂井義則（元陸上選手、1964年東京オリンピック聖火リレー最終ランナー）
- 冨久正二（元マスターズ陸上選手）

その他
- 稲生正令（武太夫、平太郎）（三次藩の武士）
- 山代巴（労働運動家　「荷車の歌」、旧三良坂町）
- 森滝市郎（原水爆禁止運動に尽力、旧君田村）
- 升田幸三（将棋棋士、実力制第四代名人、名人・王将・九段の三冠制覇、旧三良坂町）
- 谷光大（株式会社ジェイ・エム・エス代表取締役社長）
- 岸田裕子 （内閣総理大臣夫人）